# 1971
Het jaar 1971 is een jaartal volgens de christelijke jaartelling.

## Gebeurtenissen
januari
- 1 – De Benelux Merkenwet treedt in werking.
- 1 – Rudolf Gnägi wordt bondspresident van Zwitserland.
- 1 – In de Verenigde Staten wordt reclame voor sigaretten op de televisie verboden.
- 1 – In België wordt de btw ingevoerd.
- 2 – In Ibrox Park, het stadion van Glasgow Rangers vinden 66 mensen de dood als een trapleuning het begeeft als de supporters zich naar de uitgang begeven.
- 8 – De Britse ambassadeur in Uruguay, Geoffrey Jackson, wordt in Montevideo door de Tupamaros beweging ontvoerd. Hij zal tot september worden vastgehouden.
- 15 – In Egypte wordt de Aswandam geopend.
- 18 – Poolse stakers eisen het aftreden van minister van binnenlandse zaken Kazimierz Switala. Op 23 januari zal Switala worden opgevolgd door Franciszek Szlachcic.
- 24 – De Noor Dag Fornæss wordt in Heerenveen Europees kampioen schaatsen vóór Nederlander Jan Bols.
- 25 – Generaal-majoor Idi Amin Dada verslaat Milton Obote in een militaire coup in Oeganda.
- 25 – In Los Angeles worden Charles Manson en drie vrouwelijke leden van zijn "familie" schuldig bevonden aan de moorden op actrice Sharon Tate en Leno en Rosemary LaBianca.
- 31 – De Apollo 14 wordt gelanceerd, met aan boord de astronauten Alan Shepard, Stuart Roosa en Edgar Mitchell.

februari
- 2 – Het Verdrag van Ramsar inzake de bescherming van watergebieden wordt ondertekend.
- 4 – Het Britse Rolls-Royce Motor Cars gaat failliet en wordt vervolgens genationaliseerd.
- 5 – Een brand in het station van Luzern (Zwitserland) verwoest het hele stationsgebouw.
- 5 – Astronaut Alan Shepard wandelt op de Maan.
- 6 – De partij MAN wordt opgericht op Curaçao. Medeoprichter en eerste voorzitter is Don Martina. De partij neemt een sociaaldemocratisch profiel aan.
- 7 – In Zwitserland wordt het vrouwenkiesrecht ingevoerd.
- 7 – Een aardbeving in het Italiaanse Toscane eist 31 levens.
- 8 – De Nasdaq gaat van start.
- 9 – De San Fernando Valley wordt getroffen door een aardbeving met een kracht van 6,4 op de schaal van Richter.
- 11 – Door de Verenigde Staten, het Verenigd Koninkrijk, de Sovjet-Unie en andere landen wordt een verdrag getekend dat de stationering van kernwapens op de bodem van de oceanen verbiedt.

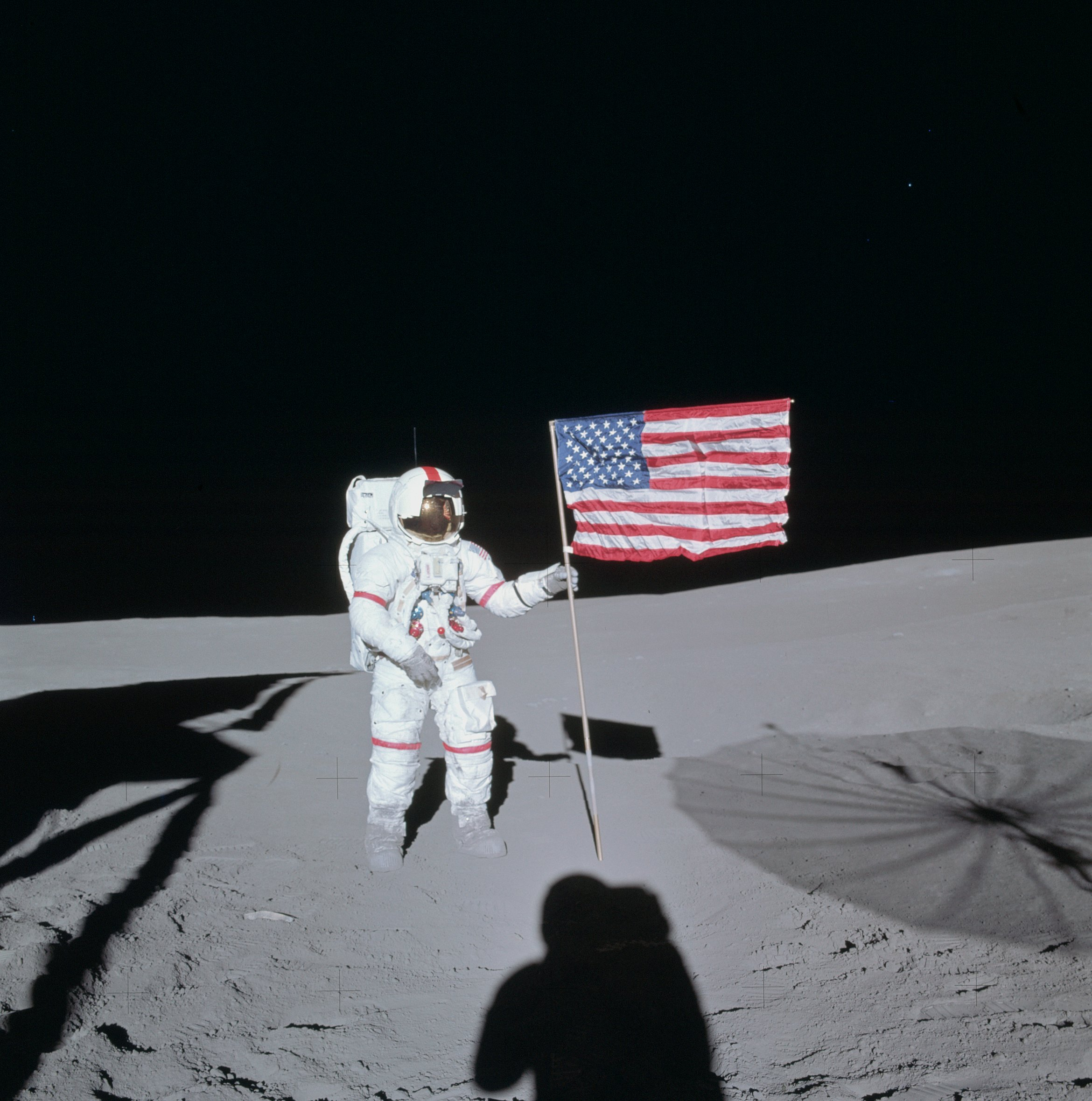
5 februari: Alan Shepards maanwandeling

- 13 – Zuid-Vietnamese troepen, gesteund door Amerikaanse artillerie en luchtmacht trekken over de grens met Laos.
- 15 – In het Verenigd Koninkrijk en Ierland wordt het decimale stelsel ingevoerd in het geldsysteem.
- 20 – De Amerikaanse staat Mississippi wordt getroffen door 50 tornado's, waarbij 74 personen het leven verliezen.
- 27 – De eerste abortuskliniek van Nederland, het Mildredhuis in Arnhem, start met het uitvoeren van abortus provocatus.
- 28 – In Nederland vindt de laatste volkstelling plaats, waartegen in linkse kringen is geageerd en die inderdaad door een deel van de volwassen ingezetenen wordt geboycot.

maart
- 5 – In Staphorst breekt een epidemie uit van polio. Er vallen vijf doden, en een aantal kinderen wordt blijvend invalide.
- 12 – In Turkije vindt een militaire staatsgreep plaats onder leiding van generaal Tagmac en Nihat Erim. Linkse partijen en organisaties worden verboden en enkele duizenden politieke tegenstanders worden gearresteerd.
- 15 – Regerend wereldkampioen Jean-Pierre Monseré verongelukt tijdens een wielerwedstrijd in Retie.
- 23 – Grote Boerenbetoging in Brussel: 100.000 betogers gaan de straat op tegen landbouwhervormingen.
- 26 – Majoor Mujibur Rahman verklaart Bangladesh onafhankelijk.
- 28 – Frans Verbeeck wint de zesde editie vande Amstel Gold Race.
- 31 – Prins Bernhard neemt het boek Soldaat van Oranje officieel in ontvangst

april
- 1 – Eerste exemplaar van het muziekblad OOR verschijnt.
- 3 – Het team van de Sovjet-Unie wint in Zwitserland voor de negende opeenvolgende keer het wereldkampioenschap ijshockey voor A-landen.
- 4 – De Nederlander Eef Dolman wint de Ronde van Vlaanderen 1971.
- 19 – De Sovjet-Unie lanceert de Saljoet 1, het eerste Russische ruimtestation.
- François Duvalier, bijgenaamd Papa Doc, president en dictator van Haïti, wordt na zijn overlijden opgevolgd door zijn zoon Jean Claude, bijgenaamd Bébé Doc (Baby Doc). Hij wordt evenals zijn vader aangesteld "voor het leven".
- 25 – Franz Jonas (SPÖ) begint aan zijn tweede ambtstermijn als bondspresident van Oostenrijk.
- 28 – Oprichtingsdatum van de Utrechtse Studenten Hockey Club (USHC)

mei
- 3 – Walter Ulbricht wordt in de DDR opgevolgd door Erich Honecker als secretaris-generaal van het Centrale Comité van de SED.
- 21 – Attractiepark Flevohof wordt door prinses Beatrix geopend
- 27 –Soldaat Rinus Wehrmann wordt veroordeeld tot twee jaar gevangenisstraf wegens het weigeren van het dienstbevel zijn lange haren te laten knippen.
- 28 tot 31 – In Bennekom wordt de eerste Pinksterconferentie gehouden.
- 29 – Attractiepark Magic Mountain wordt geopend.
- 31 – Geboorte van een nieuw land: Bangladesh. Het gebied behoorde voorheen tot Pakistan (Oost-Pakistan).

juni
- 2 – Ajax wint de Europacup 1 voor landskampioenen door in de finale het Griekse Panathinaikos met 2-0 te verslaan.
- 13 – Gijs van Lennep wint als eerste Nederlander de 24 uur van Le Mans. Van Lennep wint verrassend samen met Helmut Marko in de Porsche 917K, vóór de Gulf-Porsche van de combinatie Attwood/Müller.
- 13 – Publicatie van geheime Pentagon-documenten in de New York Times en Washington Post over de oorlog in Vietnam.
- 16 – De vaste Kamercommissie voor Defensie neemt het standpunt in, dat Nederlandse militairen voortaan vrij moeten zijn in hun haardracht. Een week later wordt de gedetineerde soldaat Rinus Wehrmann vrijgelaten.
- 29 – Drie kosmonauten komen om tijdens de landing van de Sojoez 11.

juli
- 1 – De Utrechtse gemeenten Jutphaas en Vreeswijk worden samengevoegd tot de nieuwe gemeente Nieuwegein.
- 3 – Jim Morrison, zanger van de groep The Doors, wordt in Parijs dood aangetroffen in zijn badkuip.
- 3 – In Indonesië worden de parlementsverkiezingen van 1971 gehouden.
- 10 – De Nederlandse schrijver Godfried Bomans arriveert op het onbewoonde eiland Rottumerplaat voor een verblijf van een week. Hij doet dit op uitnodiging van Willem Ruis, die een radioprogramma maakt met daarin dagelijks bijdragen van Bomans. Het verblijf bevalt Bomans slecht.
- 10 – Prins Bernhard sticht de Orde van de Gouden Ark ter onderscheiding van lieden die hebben bijgedragen aan behoud van flora en fauna.
- 17 – Godfried Bomans wordt op Rottumerplaat afgelost door Jan Wolkers, eveneens schrijver. In tegenstelling tot Bomans bevalt het verblijf van een week Wolkers wel goed.
- 18 – De Belgische wielrenner Eddy Merckx wint de Ronde van Frankrijk.
- 19 – Het hoogste punt wordt bereikt van de South Tower van het World Trade Center in New York.
- 26 – De Verenigde Staten lanceren de Apollo 15 naar de maan. Voor het eerst gaat er een maanwagen mee.
- 30 – Openingsceremonie van de zesde Pan-Amerikaanse Spelen, gehouden in Cali.

augustus
- 1 – The concert for Bangladesh.
- 14 – Bahrein verklaart zich onafhankelijk van het Verenigd Koninkrijk.
- 15 – De koppeling van de dollar aan het goud wordt opgegeven (zie gouden standaard).
- 15 - Begin van het Stanford-gevangenisexperiment van Philip Zimbardo

september
- 3 – In Qatar wordt de onafhankelijkheid uitgeroepen.
- 9 - Invoering van de Faciliteitenwet, die Zuid-Molukkers dezelfde rechten geeft als Nederlanders. Omdat zij de Nederlandse nationaliteit weigeren, worden ze niet dienstplichtig en krijgen ze geen kiesrecht. Als reisdocument kunnen ze een faciliteitenpas krijgen.
- 9 - In de Amerikaanse gevangenis Attica komen bij een opstand van gevangenen 39 mensen om het leven.
- 11 – De Cliëntenbond in de Geestelijke Gezondheidszorg, de eerste bond van psychiatrische patiënten, wordt opgericht. Dit is een mijlpaal in de geschiedenis van de antipsychiatrie.
- 21 – Qatar, Bhutan en Bahrein worden lid van de Verenigde Naties
- 25 - Oprichting van de Bond Beter Leefmilieu, de Vlaamse koepel van milieuorganisaties.
- 28 – Bij een brand in het Eindhovense hotel 't Silveren Seepaerd komen 11 mensen om. In het hotel verblijft de Oost-Duitse voetbalclub Chemie Halle (nu Hallescher FC geheten), die tegen PSV een UEFA cup wedstrijd zou spelen. De wedstrijd gaat niet door; onder de doden was een speler van Chemie Halle, Wolfgang Hoffmann.

oktober
- 1 – Walt Disney World Resort in Orlando, Florida opent zijn deuren.
- 7 – Oman wordt lid van de Verenigde Naties.
- 26 – Uitbarsting van de vulkaan Teneguía op het Canarische eiland La Palma.
- 27 – Het Afrikaanse land (Belgisch) Congo wordt hernoemd naar Zaïre.

november
- 4 – In het Groningse Huis van Bewaring breekt een gevangenisoproer uit. Vier bewakers worden gegijzeld en er worden vernielingen aangericht. Gevangenen eisen een vrijgeleide naar Den Haag om bij de minister beklag te doen over hun situatie. Vier uur na het begin van de actie geven de actievoerders zich over aan de autoriteiten.
- 6 – Amerikaanse ondergrondse kernproef op het onbewoonde eiland Amchitka voor de kust van Alaska. De bom heeft een vermogen van vijf megaton. canadese actievoerders proberen tevergeefs de proef te verhinderen. "Don't make a wave committee" wil de strijd voor milieu en vrede voortzetten, en zal zich later omvormen tot Greenpeace.
- 8 – Laatste afvaart uit Rotterdam van een passagiersschip van de Holland-Amerika Lijn: de Nieuw-Amsterdam.
- 15 – Officiële ingebruikstelling van de Haringvlietdam. Deze sluit al sinds 1970 het Haringvliet af.
- 15 – Intel introduceert de 4004, de eerste microchip voor computers.
- 28 – De Jordaanse premier Wasfi Tell wordt vermoord door de Palestijnse terreurgroep Zwarte September.

december
- 2 – Totstandkoming van de Verenigde Arabische Emiraten bestaande uit Abu Dhabi, Dubai, Sharjah, Ajman, Umm Al Qaywayn, Ras al-Khaimah en Fujairah.
- 3 – Indiaas-Pakistaanse Oorlog.
- 4 – In het Casino van Montreux breekt brand uit als tijdens het optreden van Frank Zappa vanuit het publiek een lichtkogel wordt afgeschoten. Zie Smoke on the Water.
- 7 – De Cultuurraad voor de Nederlandse Cultuurgemeenschap wordt geïnstalleerd in Vlaanderen.
- 21 – Oprichting in Frankrijk van Artsen zonder grenzen door Bernard Kouchner en Max Récamier.
- 21 – Boeren komen in opstand in Tubbergen vanwege de ruilverkaveling.
- 23 – Nederlandse première van de Bondfilm Diamonds Are Forever, die deels in Amsterdam is opgenomen.

zonder datum
- Eerste ongecensureerde uitgave van Wij slaven van Suriname van Anton de Kom (gecensureerd uitgegeven in 1934)

## Muziek

### Klassieke muziek
- Finn Arnestad voltooit zijn Blaastrio voor dwarsfluit, klarinet en fagot
- 28 januari: eerste uitvoering Symfonie nr. 32 van Havergal Brian
- 18 februari: eerste uitvoering Symfonie nr. 1 van Kalevi Aho
- 18 april: eerste uitvoering Cumbres (Symfonie nr. 2) van Leonardo Balada
- 9 november: eerste uitvoering van Blaaskwintet van Johan Kvandal

### Populaire muziek
In 1971 was Perets nummer Borriquito de zomerhit
Top 10-albums
1. Bridge over troubled water - Simon & Garfunkel
2. Corry & de Rekels 2 - Corry en de Rekels
3. Pendulum - Creedence Clearwater Revival
4. Grand gala - Nana Mouskouri
5. In concert - James Last
6. Atom Heart Mother - Pink Floyd
7. Ekseption 3 - Ekseption
8. Abraxas - Santana
9. In Rock - Deep Purple
10. Pearl - Janis Joplin

Bron: Popdossier

## Beeldende kunst

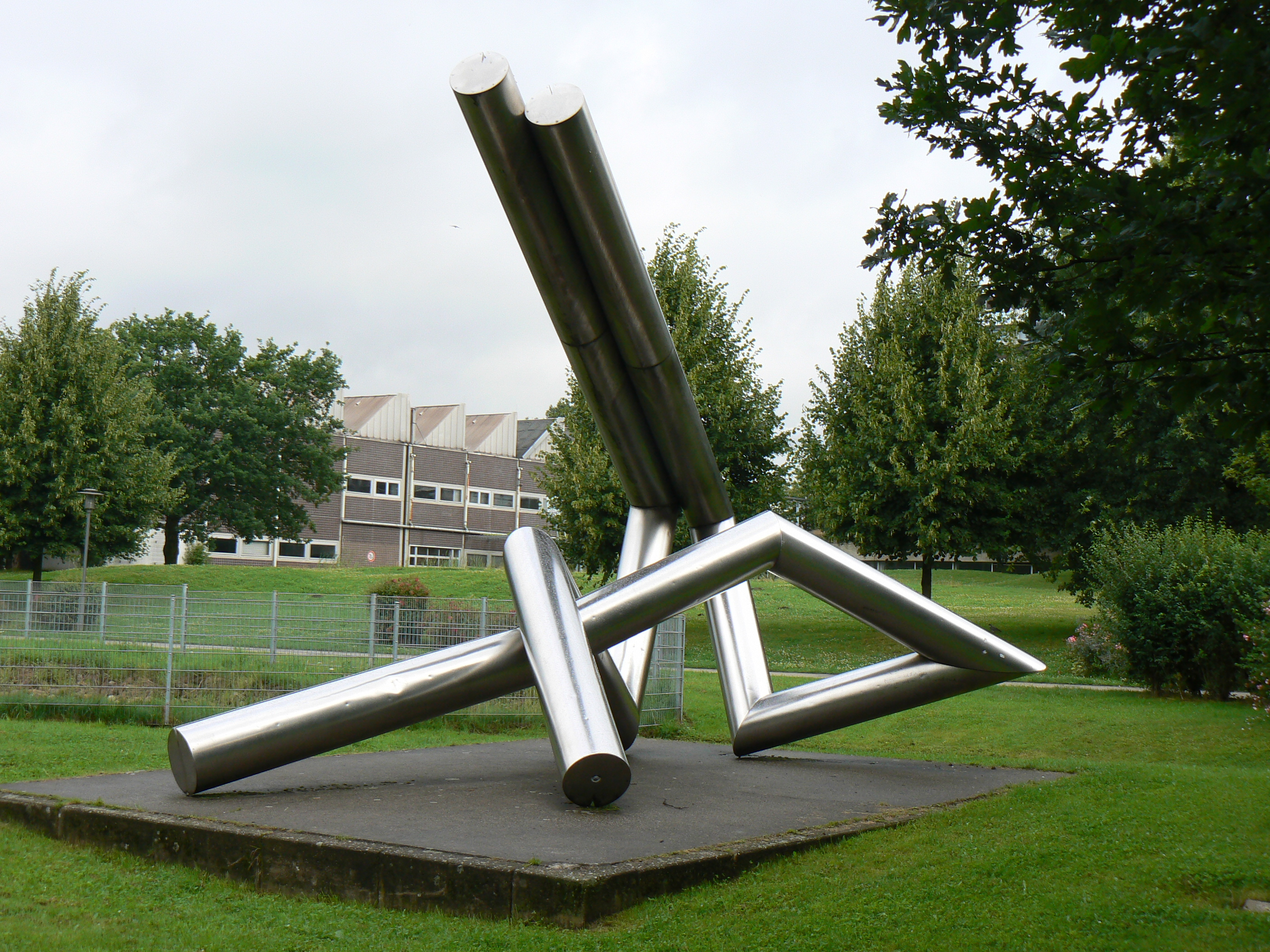
Raumsäulen (1971) Erich Hauser, Gelsenkirchen
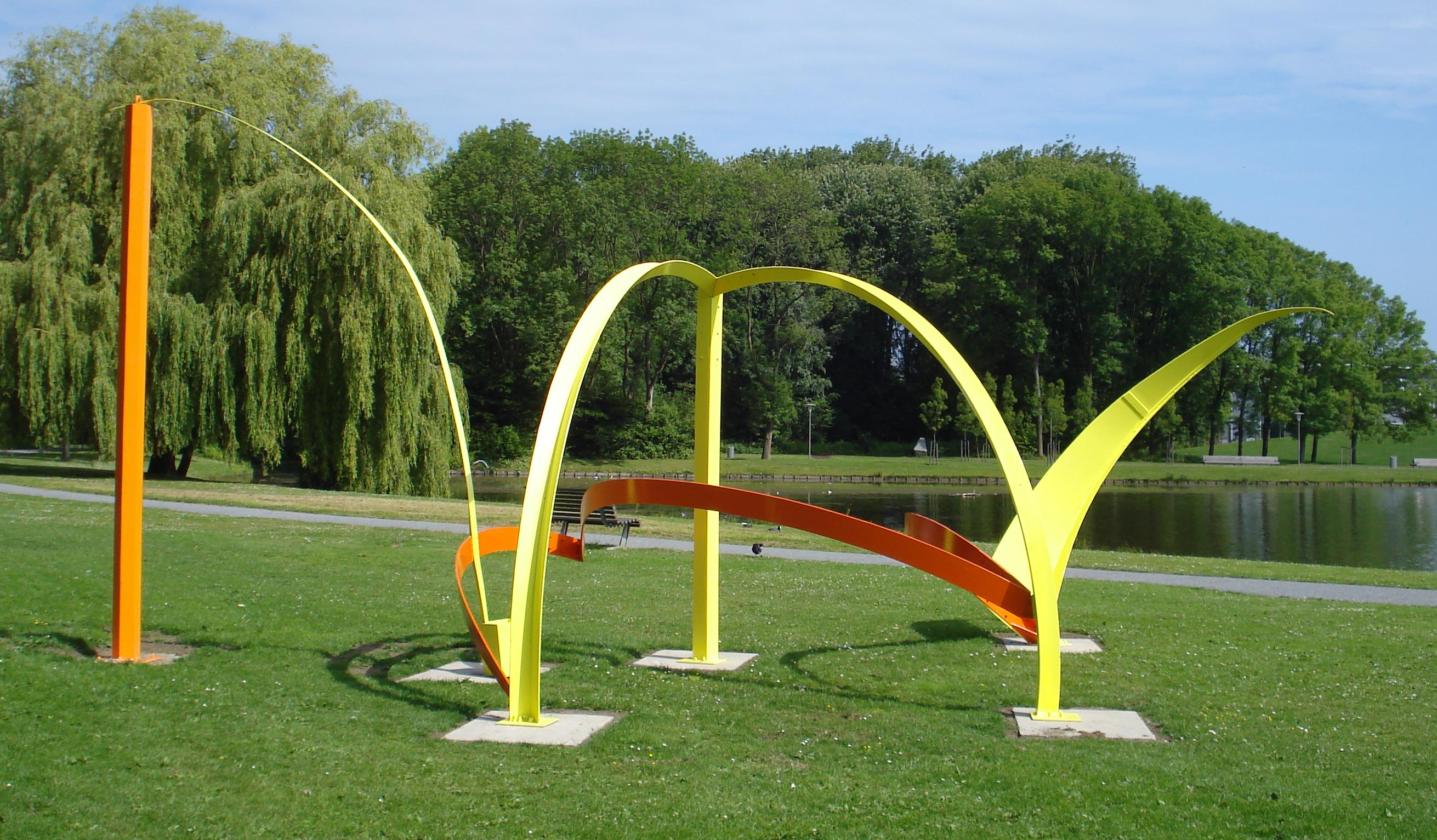
Quill (1971) Phillip King, Internationale Beelden Collectie, Rotterdam
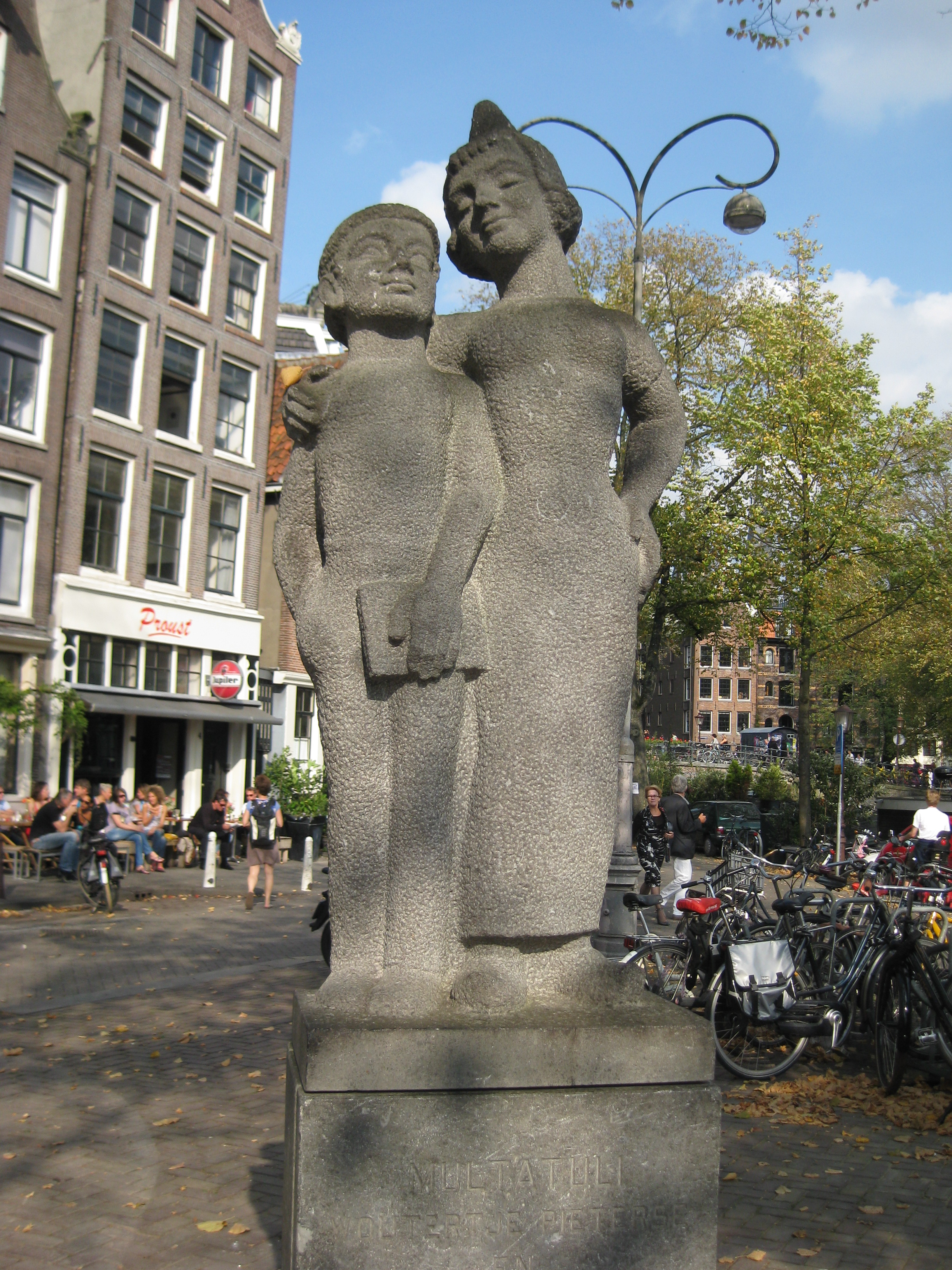
Woutertje Pieterse en Femke Frits Sieger, Amsterdam

## Bouwkunst

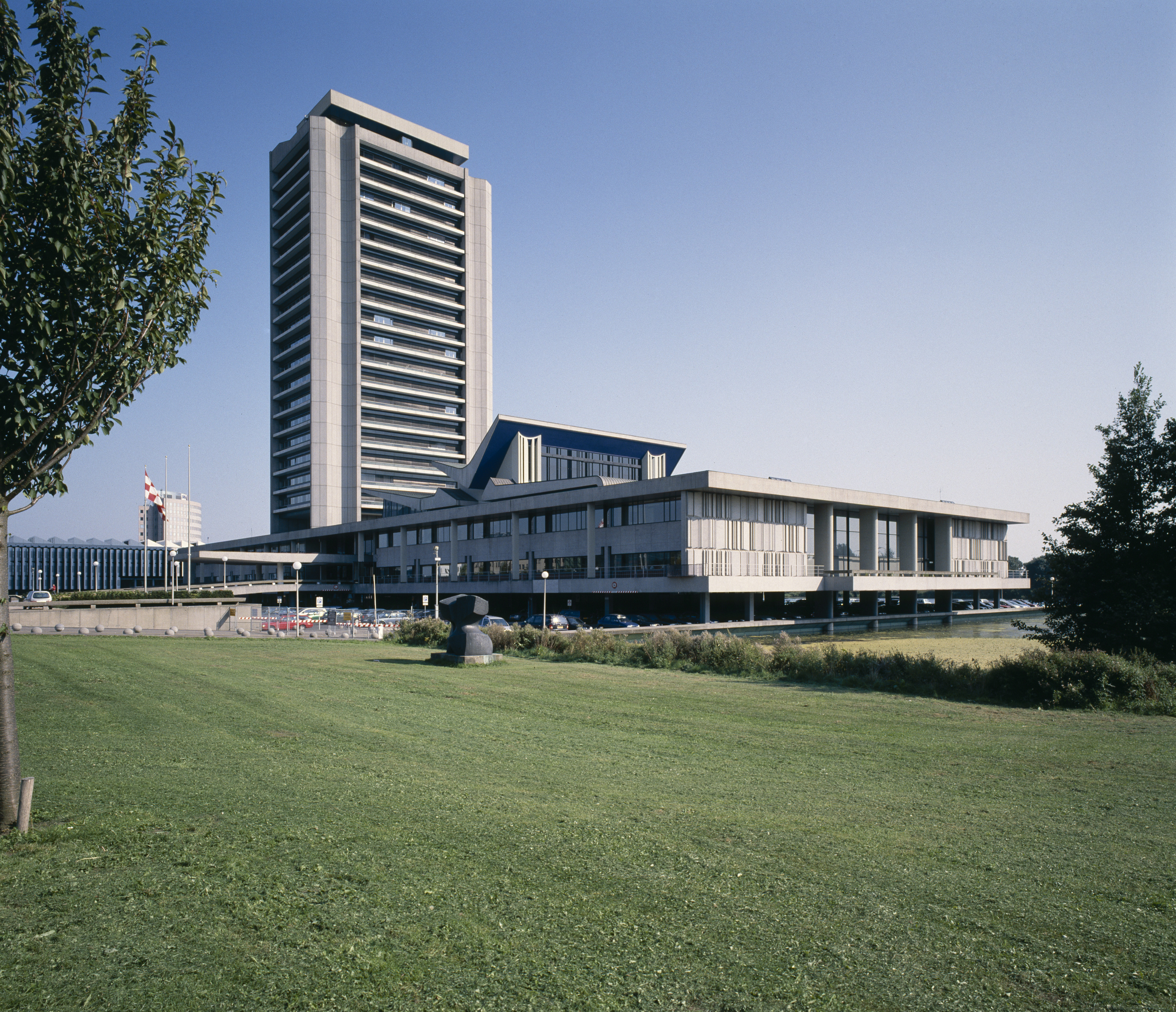
Provinciehuis Noord-Brabant (1971) Huig Maaskant
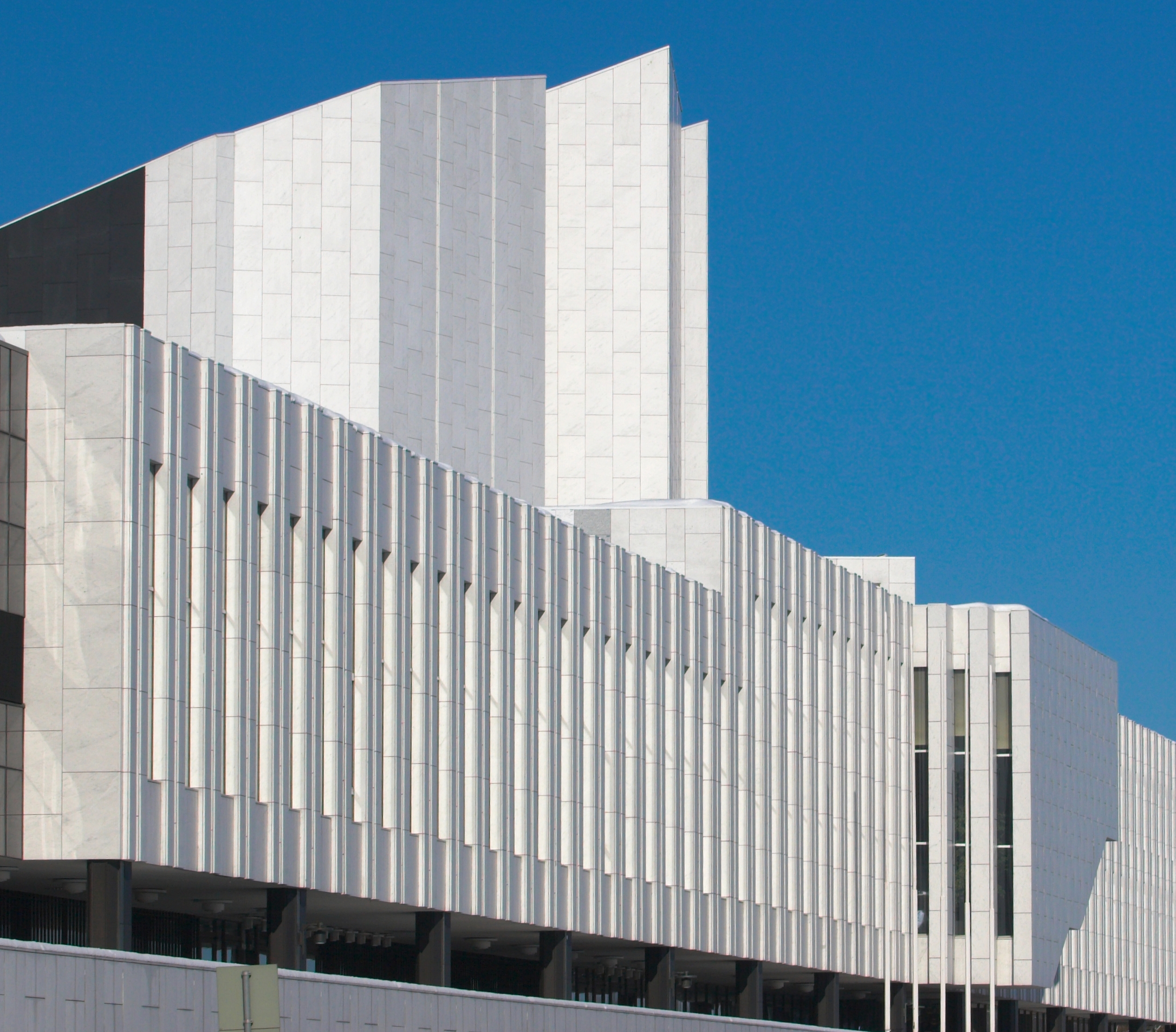
Finlandia Hall, Helsinki (1971) Alvar Aalto

## Geboren

### januari

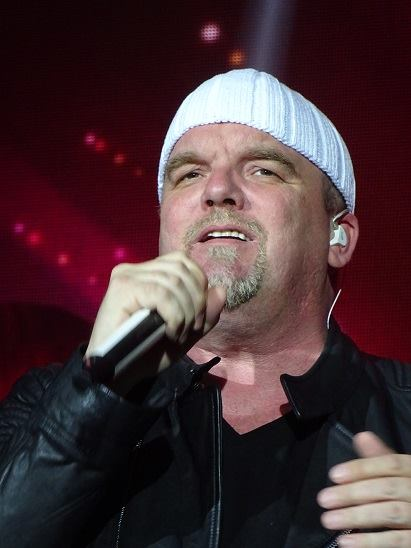
DJ Ötzi,
geboren op 7 januari

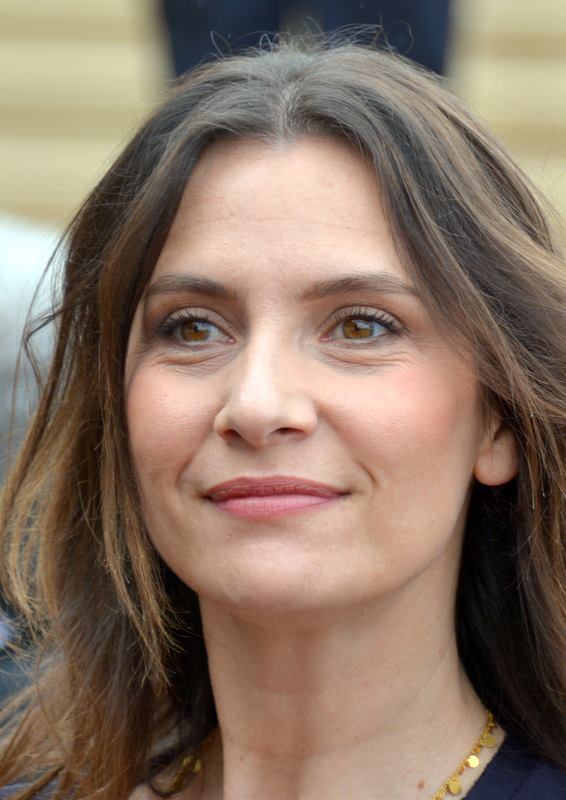
Géraldine Pailhas,
geboren op 8 januari

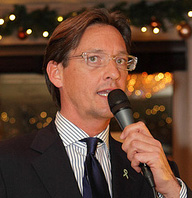
Joost Eerdmans,
geboren op 9 januari

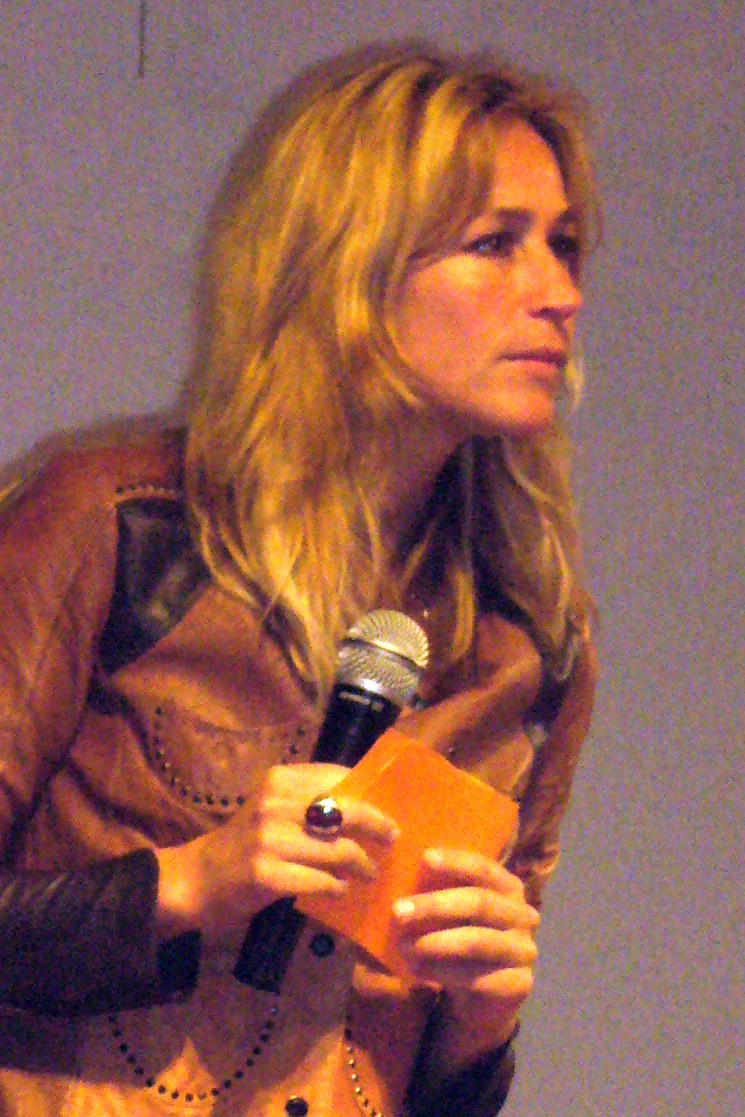
Wendy van Dijk,
geboren op 22 januari

- 1 - Quintino Rodrigues, Portugees wielrenner
- 2 - Taye Diggs, Amerikaans acteur
- 2 - Renée Elise Goldsberry, Amerikaans actrice, zangeres en songwriter
- 2 - Slobodan Komljenović, Joegoslavisch-Servisch voetballer
- 2 - Nyk de Vries, Nederlands schrijver en dichter
- 3 - Shireen Abu Akleh, Palestijns-Amerikaans journaliste (overleden 2022)
- 3 - Jens Reno Møller, Deens autocoureur
- 3 - René van Rijswijk, Nederlands voetballer
- 4 - Richie Hearn, Amerikaans autocoureur
- 4 - Junichi Kakizaki, Japans beeldhouwer en bloemschikker
- 4 - Alan McLaren, Schots voetballer
- 4 - Ioannis Nikolaidis, Grieks schaker
- 4 - Peter Post, Nederlands acteur
- 5 - Bjørn Otto Bragstad, Noors voetballer
- 6 - Nada Cristofoli, Italiaans wielrenster
- 6 - Guillermo Quaini, Argentijns volleyballer
- 6 - Karin Slaughter, Amerikaans auteur
- 7 - DJ Ötzi, Oostenrijks popartiest
- 8 - Ed Janssen, Nederlands voetbalscheidsrechter
- 8 - Géraldine Pailhas, Frans actrice
- 8 - Pascal Zuberbühler, Zwitsers voetballer
- 9 - MF Doom, Brits-Amerikaans hiphopartiest (overleden 2020)
- 9 - Joost Eerdmans, Nederlands politicus
- 9 - Marc Houtzager, Nederlands springruiter
- 9 - Rui Lavarinhas, Portugees wielrenner
- 10 - Rudi Istenič, Sloveens voetballer
- 10 - Theuns Jordaan, Zuid-Afrikaans zanger (overleden 2021)
- 10 - Nick Radkewich, Amerikaans triatleet
- 10 - Rudi Vanlancker, Belgisch atleet
- 11 - Mary J. Blige, Amerikaans zangeres
- 11 - Paul Johnson, Amerikaans dj en producer (overleden 2021)
- 11 - Tom Ward, Welsh acteur
- 12 - Vernon Forrest, Amerikaans bokser (overleden 2009)
- 13 - John Asher, Amerikaans acteur, filmproducent, filmregisseur en scenarioschrijver
- 13 - Jo-Anne Faull, Australisch tennisster
- 14 - Stephen Hawkins, Australisch roeier
- 14 - Bert Konterman, Nederlands voetballer en technisch directeur
- 14 - Ljoebov Morgoenova, Russisch atlete
- 15 - Max Beesley, Brits acteur
- 16 - Sergi Bruguera, Spaans tennisser
- 16 - Steven De Neef, Belgisch wielrenner
- 16 - Ulrich van Gobbel, Nederlands voetballer
- 17 - Sylvie Testud, Frans actrice, schrijfster en filmregisseuse
- 18 - Josep Guardiola, Spaans voetballer en voetbaltrainer
- 18 - Peggy Jane de Schepper, Nederlands actrice
- 20 - Davit Kizilasjvili, Georgisch voetballer
- 21 - Troy Dayak, Amerikaans voetballer
- 21 - Claudia Decaluwé, Vlaams zangeres
- 21 - Sergej Klevtsjenja, Russisch schaatser
- 21 - Alan McManus, Schots snookerspeler
- 21 - Massimo Meregalli, Italiaans motorcoureur
- 21 - Tweet, Amerikaans zangeres
- 22 - Stan Collymore, Engels voetballer
- 22 - Wendy van Dijk, Nederlands televisiepresentatrice
- 23 - Julia Wolff, Nederlands televisieproducent
- 24 - Bogumiła Matusiak, Pools wielrenster
- 22 - Ellen Elzerman, Nederlands zwemster
- 27 - Andrej Alenitsjev, Russisch voetballer
- 27 - Marianne Langkamp, Nederlands politica
- 28 - Tendai Chimusasa, Zimbabwaans atleet
- 31 - Sylvana Simons, Nederlands televisiepresentatrice
- 31 - Patricia Velásquez, Venezolaans actrice en model

### februari

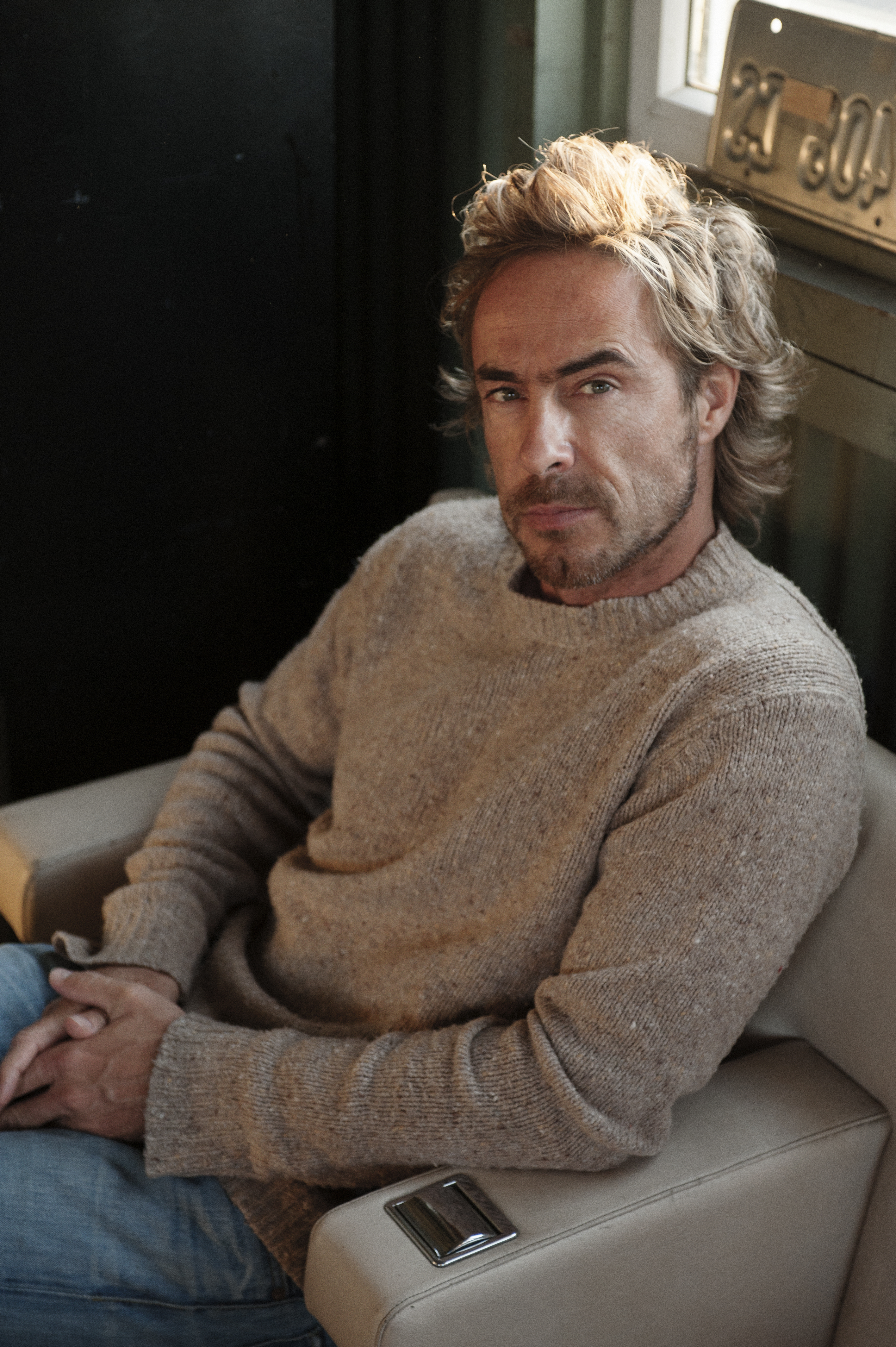
Chris Zegers,
geboren op 7 februari

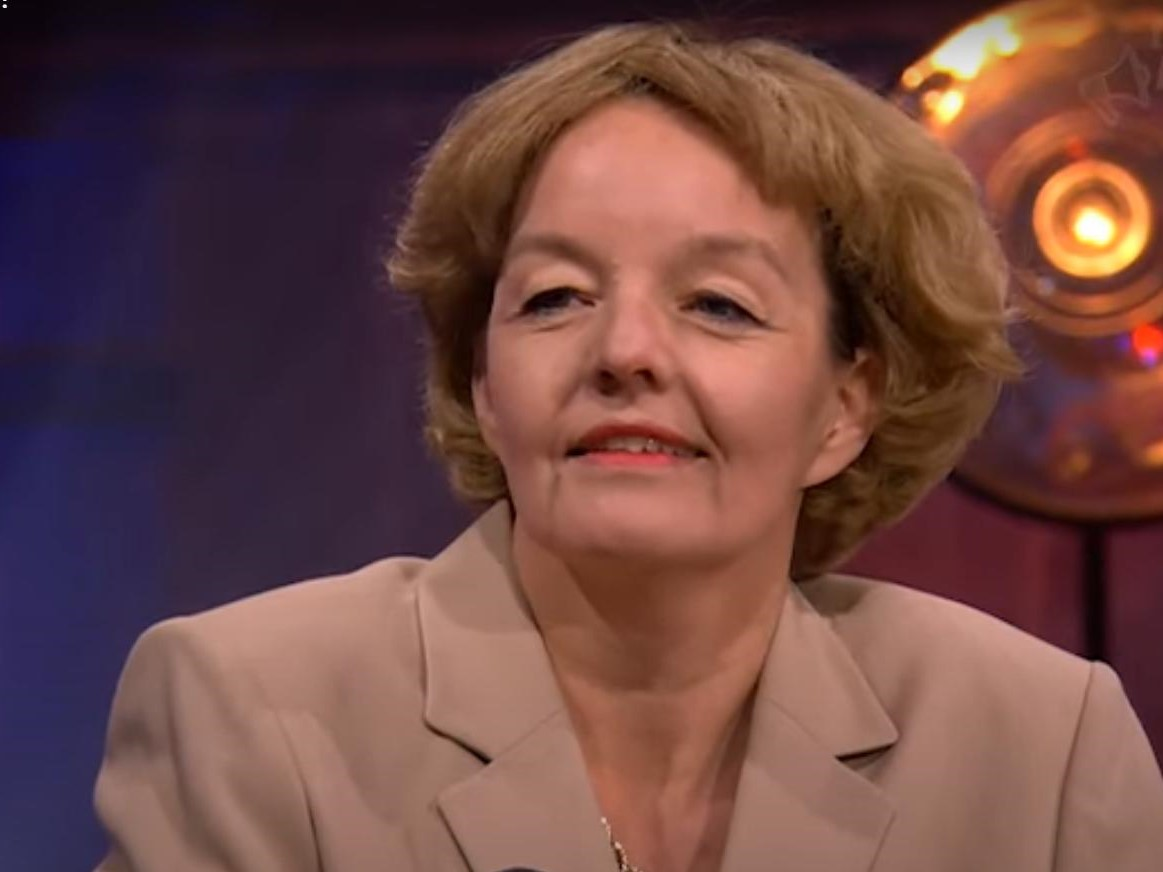
Sanne Wallis de Vries,
geboren op 12 februari

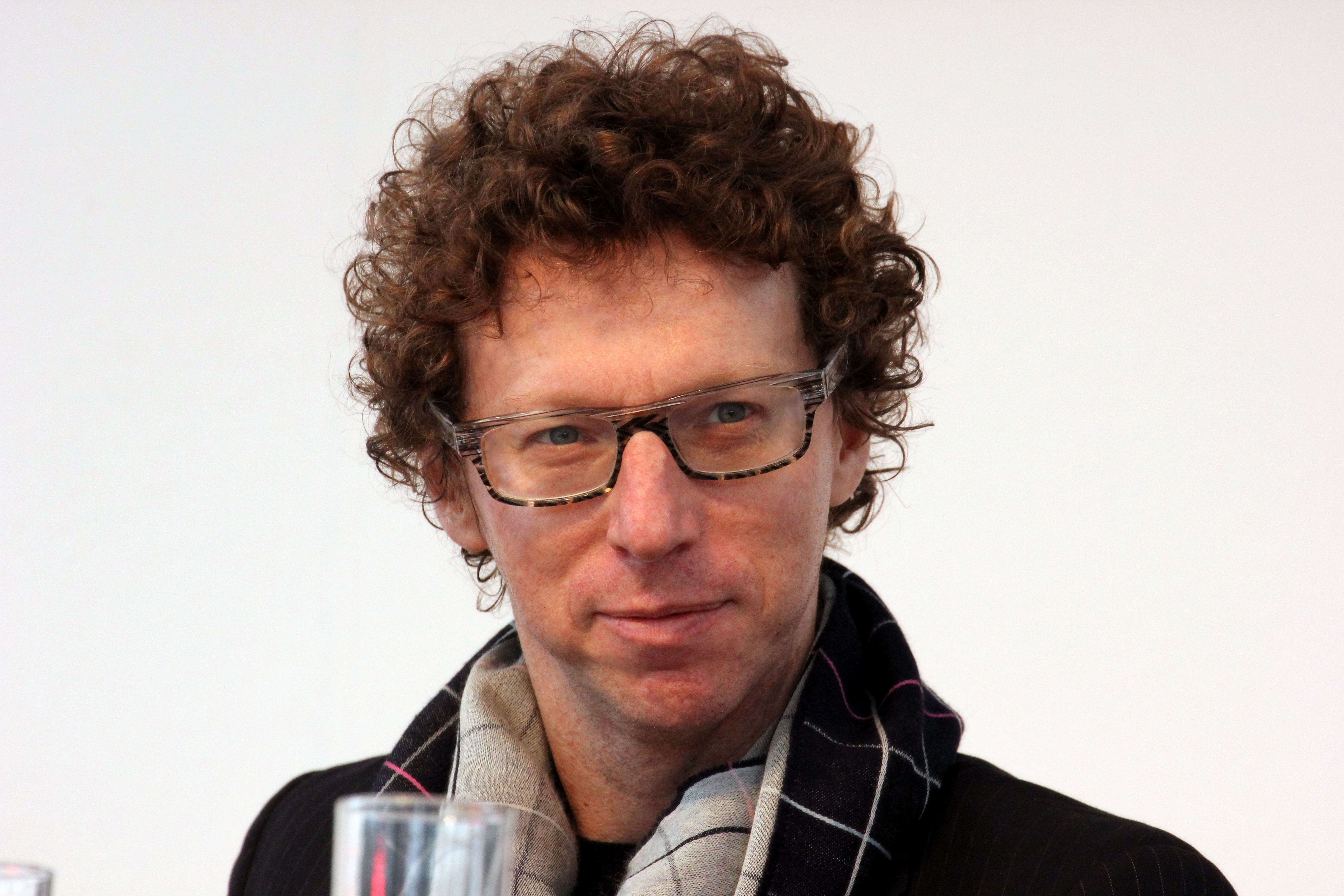
Arnon Grunberg,
geboren op 22 februari

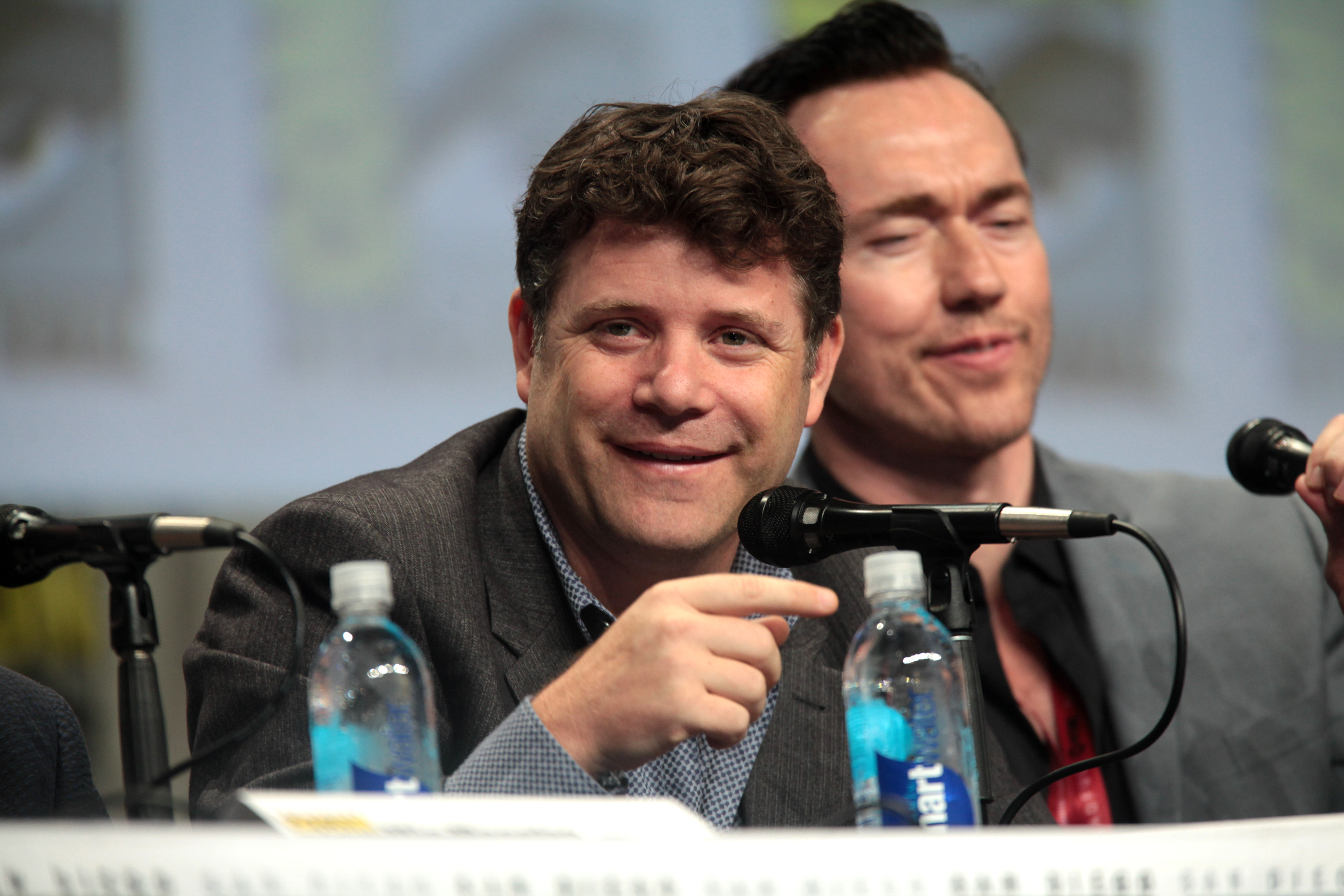
Sean Astin,
geboren op 25 februari

- 1 - Harald Brattbakk, Noors voetballer
- 1 - Marcelinho Carioca, Braziliaans voetballer
- 1 - Michael C. Hall, Amerikaans acteur
- 1 - Axl Peleman, Vlaams muzikant
- 1 - Zlatko Zahovič, Sloveens voetballer
- 1 - Ron Welty, Amerikaans drummer
- 2 - Eric Ang, Filipijns schietsporter
- 3 - Elisa Donovan, Amerikaans actrice
- 4 - Yvonne Brunen, Nederlands wielrenster
- 4 - Marco Ferrante, Italiaans voetballer
- 5 - Pete Cipollone, Amerikaans stuurman bij het roeien
- 7 - Chris Zegers, Nederlands televisiepresentator en acteur
- 7 - Ivan Meylemans, Belgisch dirigent en trombonist
- 8 - Dmitri Neljoebin, Russisch baanwielrenner (overleden 2005)
- 9 - Johan Mjällby, Zweeds voetballer
- 9 - Annelies Storms, Vlaams politica
- 9 - Jeroen de Vries, Nederlands politicus
- 11 - Martijn Luttmer, Nederlands mondharmonicaspeler
- 11 - Susi Susanti, Indonesisch badmintonspeelster
- 12 - Nathan Kahan, Belgisch atleet
- 12 - Sanne Wallis de Vries, Nederlands cabaretière
- 13 - Žarko Serafimovski, Macedonisch voetballer
- 14 - Masaki Tokudome, Japans motorcoureur
- 16 - Gert-Jan Kats, Nederlands politicus en burgemeester
- 16 - Daniël Lohues, Nederlands muzikant
- 17 - Hermann Achmüller, Italiaans atleet
- 17 - Ludovic Auger, Frans wielrenner
- 17 - Carlos Gamarra, Paraguayaans voetballer
- 17 - Denise Richards, Amerikaans actrice
- 17 - Jan Seton, Nederlands politicus (CDA) en bestuurder
- 17 - Vasil Spasov, Bulgaars schaker
- 18 - Jean-Paul Bruwier, Belgisch atleet
- 19 - Jeff Kinney, Amerikaans schrijver
- 19 - Martin van der Spoel, Nederlands zwemmer
- 20 - Jari Litmanen, Fins voetballer
- 20 - Alberto Stegeman, Nederlands journalist en presentator
- 20 - Joost van der Westhuizen, Zuid-Afrikaans rugbyer (overleden 2017)
- 21 - Pierre Fulke, Zweeds golfer
- 22 - Arnon Grunberg, Nederlands schrijver
- 23 - Carin Koch, Zweeds golfster
- 24 - Karin Kienhuis, Nederlands judoka
- 24 - Christopher Lutz, Duits schaker
- 24 - Pedro de la Rosa, Spaans autocoureur
- 25 - Sean Astin, Amerikaans acteur
- 25 - Vincent Bal, Belgisch filmregisseur
- 25 - Daniel Powter, Canadees zanger
- 25 - Morten Wieghorst, Deens voetballer en voetbaltrainer
- 26 - Erykah Badu, Amerikaans zangeres
- 26 - Simone Zucchi, Italiaans wielrenner
- 27 - Jon Brown, Brits atleet
- 28 - Koos Issard, Nederlands waterpoloër

### maart

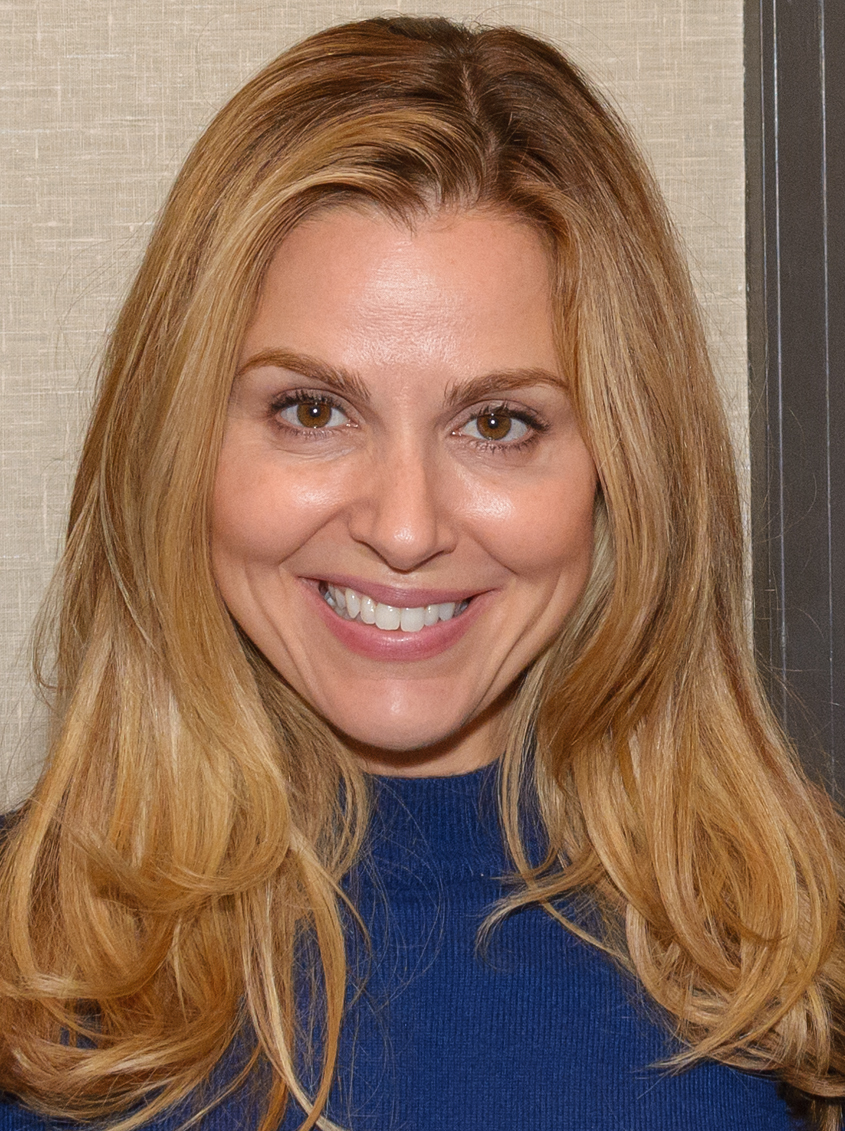
Cara Buono,
geboren op 1 maart

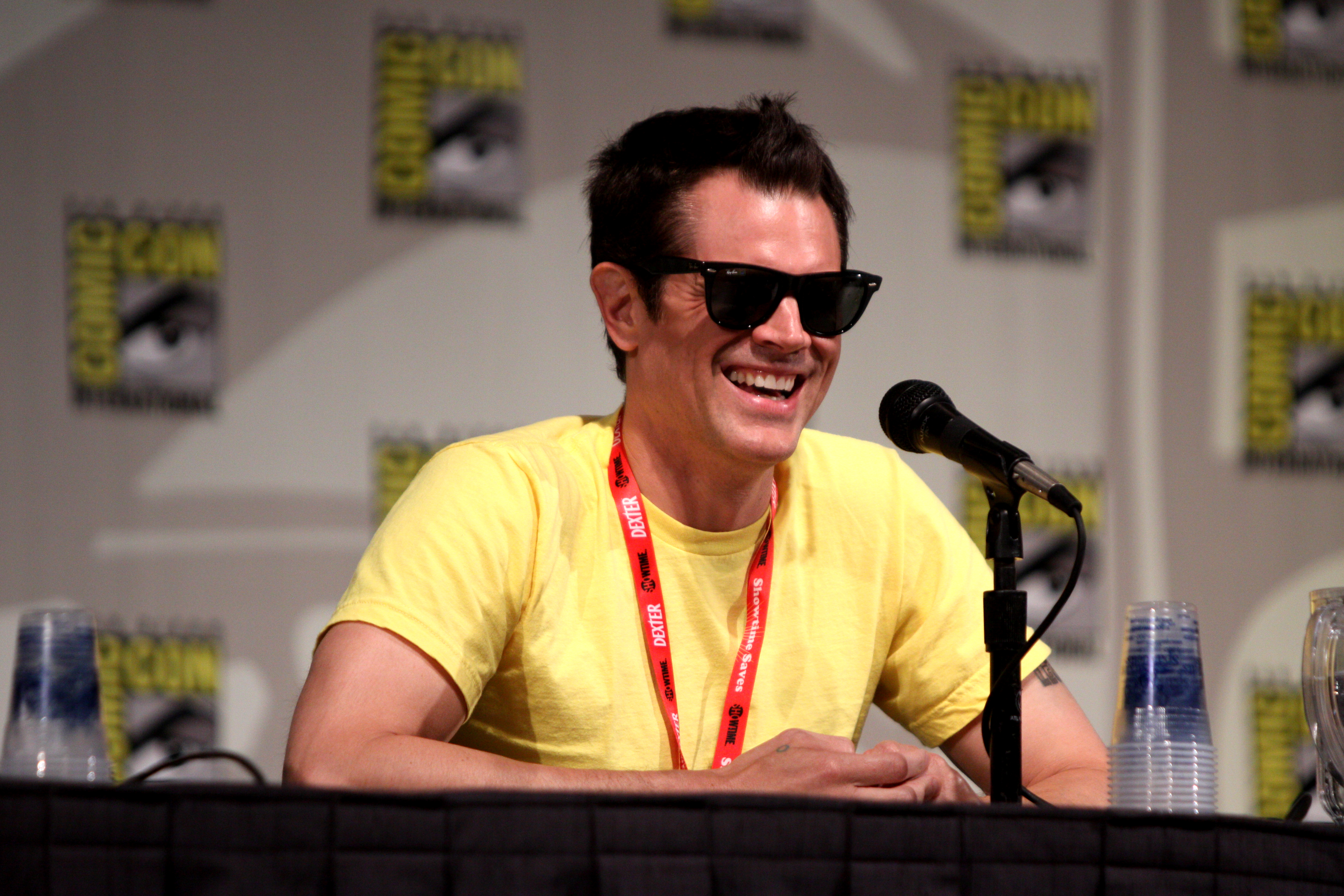
Johnny Knoxville,
geboren op 11 maart

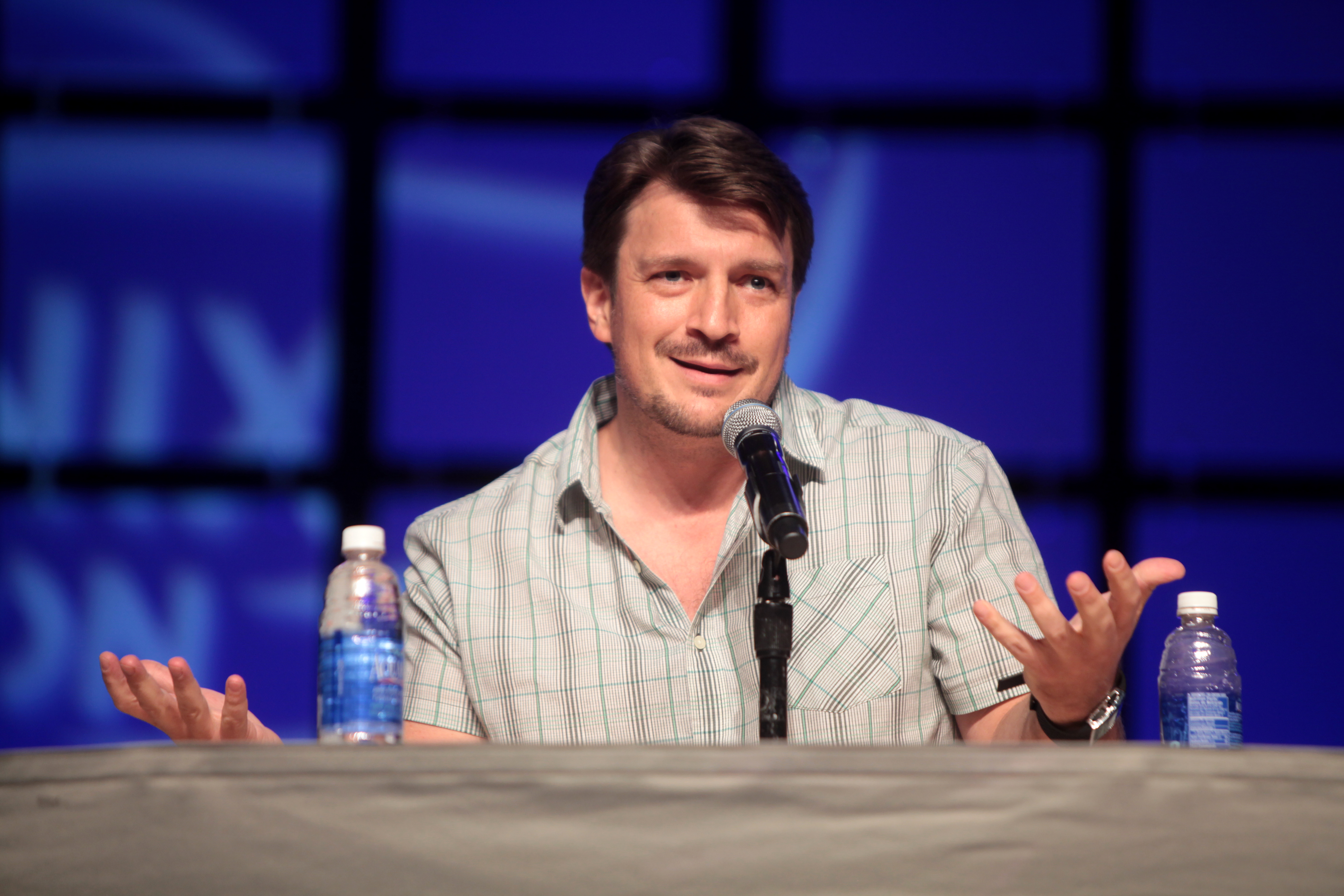
Nathan Fillion,
geboren op 27 maart

- 1 - Cara Buono, Amerikaans actrice
- 1 - Tyler Hamilton, Amerikaans wielrenner
- 1 - Allen Johnson, Amerikaans atleet
- 1 - Dick Norman, Belgisch tennisser
- 3 - Charlie Brooker, Engels criticus en televisiemaker
- 3 - Tjitske Jansen, Nederlands dichteres en performer
- 3 - Bjarte Engen Vik, Noors noordse combinatieskiër
- 4 - Satoshi Motoyama, Japans autocoureur
- 5 - Robert Leroy, Nederlands zanger
- 5 - Karina Masotta, Argentijns hockeyster
- 5 - Filip Meirhaeghe, Belgisch mountainbiker
- 5 - Emily Noor, Nederlands tafeltennisster
- 5 - Yuri Lowenthal, Amerikaans stemacteur
- 6 - Dan Ashworth, Engels voetballer en sportbestuurder
- 6 - Servais Knaven, Nederlands wielrenner
- 6 - Karst Tates, Nederlands aanslagpleger (overleden 2009)
- 7 - Aga Mikolaj, Pools sopraan (overleden 2021)
- 7 - Rachel Weisz, Brits actrice
- 11 - Andy Jenkins, Engels darter
- 11 - Johnny Knoxville, Amerikaans stuntman en acteur
- 11 - Liesbeth Migchelsen, Nederlands voetbalster (overleden 2020)
- 12 - Paul Poon, Hongkongs autocoureur
- 12 - Jintara Poonlarp, Thais actrice en zangeres
- 14 - Kürt Rogiers, Vlaams acteur
- 15 - Joachim Björklund, Zweeds voetballer
- 15 - Constanța Burcică-Pipotă, Roemeens roeister
- 15 - Paulien Huizinga, Nederlands presentatrice en schrijfster
- 15 - Michael Rosborg, Deens wielrenner
- 15 - Sandra Zwolle, Nederlands langebaanschaatsster
- 16 - Carlos Velasco Carballo, Spaans voetbalscheidsrechter
- 18 - Wayne Arthurs, Australisch tennisser
- 18 - Jerzy Brzęczek, Pools voetballer
- 18 - Liu Lic Ka, Macaus autocoureur
- 18 - Fernando Ochoaizpur, Argentijns-Boliviaans voetballer
- 18 - Kamel Talhaoui, Algerijns atleet
- 19 - José Cardozo, Paraguayaans voetballer en voetbalcoach
- 19 - Sébastien Godefroid, Belgisch zeiler
- 19 - Grzegorz Mielcarski, Pools voetballer
- 19 - Zé Marco, Braziliaans beachvolleyballer
- 20 - Plien van Bennekom, Nederlands cabaretière
- 20 - Alexander Chaplin, Amerikaans acteur
- 20 - David Fontijn, Nederlands archeoloog en hoogleraar (overleden 2023)
- 20 - Dmitriy Gaag, Kazachs triatleet
- 20 - Hitoyasu Izutsu, Japans motorcoureur
- 21 - Aarno Turpeinen, Fins voetballer (overleden 2022)
- 22 - Annick Boer, Nederlands musical- en televisieactrice
- 23 - Raf Van Brussel, Vlaams zanger
- 24 - Masao Azuma, Japans motorcoureur
- 25 - Ian Cox, voetballer uit Trinidad en Tobago
- 25 - Stacy Dragila, Amerikaans atlete
- 26 - Rory McLeod, Engels snookerspeler
- 26 - Erick Morillo, Amerikaans dj en muziekproducent (overleden 2020)
- 26 - Anouk van Nes, Nederlands actrice
- 27 - David Coulthard, Schots autocoureur
- 27 - Nathan Fillion, Canadees-Amerikaans acteur
- 29 - Arjen Teeuwissen, Nederlands ruiter (overleden 2024)
- 30 - Hadassah de Boer, Nederlands presentatrice
- 30 - Mari Holden, Amerikaans wielrenster
- 30 - Javier Pascual Llorente, Spaans wielrenner
- 30 - Elliott Thijssen, Nederlands atleet
- 30 - Veli Yüksel, Vlaams politicus
- 31 - Martin Atkinson, Engels voetbalscheidsrechter
- 31 - Ewan McGregor, Brits acteur
- 31 - Matteo Trefoloni, Italiaans voetbalscheidsrechter

### april
- 1 - Sonia Bisset, Cubaans atlete
- 1 - Method Man, Amerikaans rapper

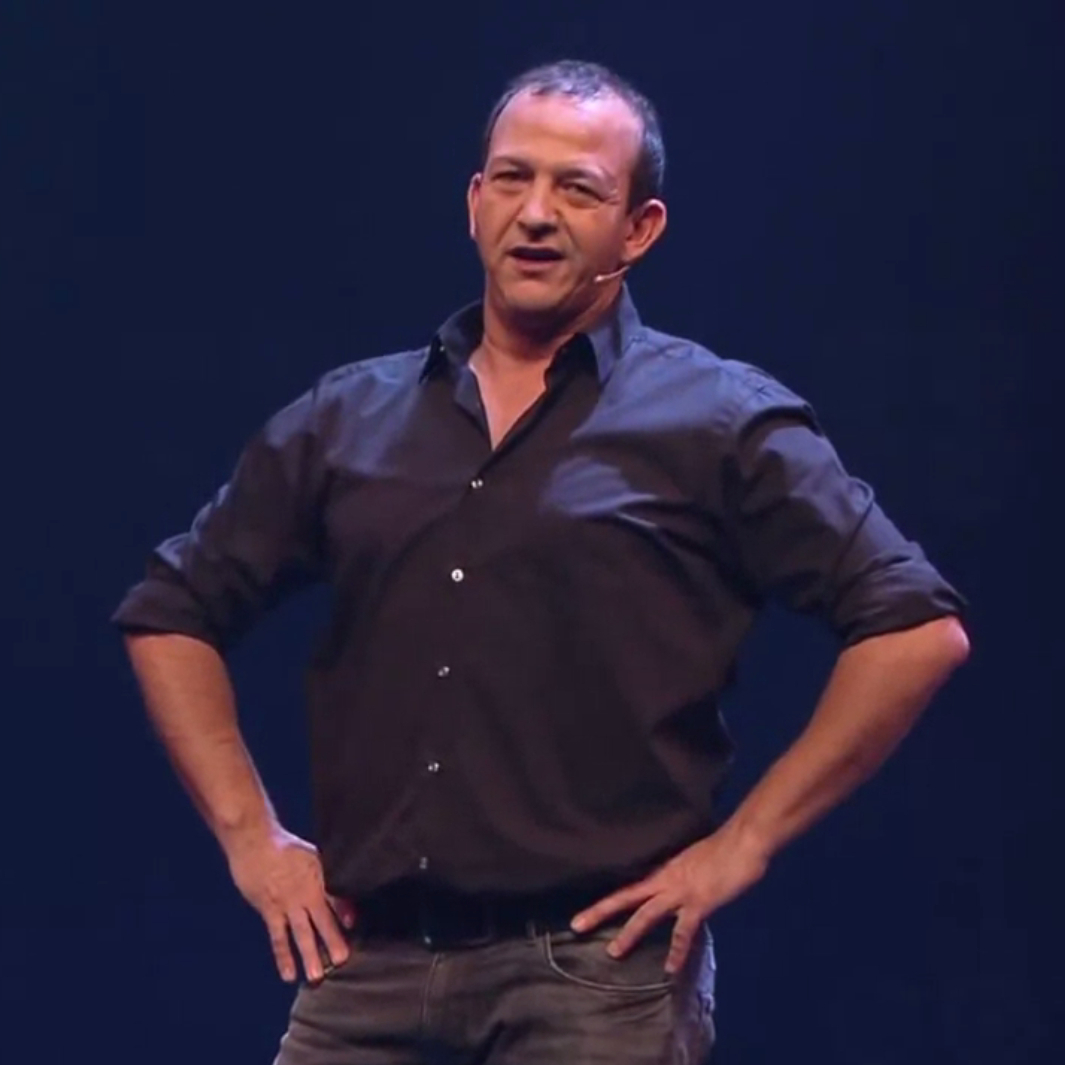
Najib Amhali,
geboren op 4 april

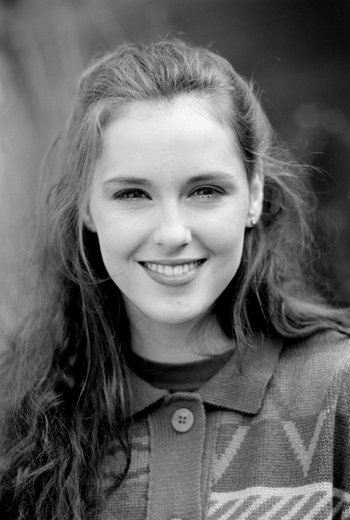
Anniko van Santen,
geboren op 19 april

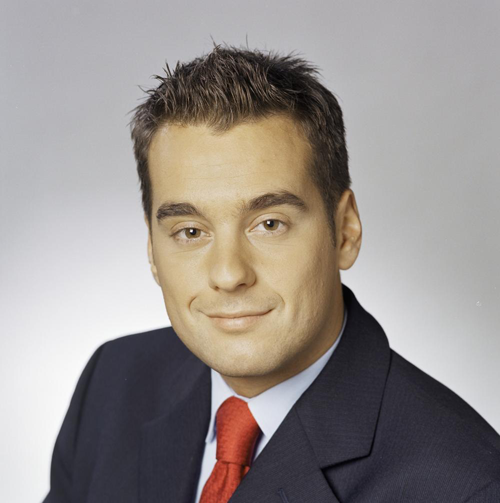
Rik van de Westelaken,
geboren op 22 april

- 1 - Siska Mulder, Nederlands schrijfster, columniste en journaliste
- 1 - Vladimir Selkov, Russisch zwemmer
- 1 - Daniel Vacek, Tsjechisch tennisser
- 2 - Francisco Arce, Paraguayaans voetballer en voetbalcoach
- 2 - Todd Woodbridge, Australisch tennisser
- 3 - Milja Praagman, Nederlands illustratrice en schrijfster van prentenboeken
- 4 - Najib Amhali, Marokkaans-Nederlands cabaretier
- 6 - Martin Hansson, Zweeds voetbalscheidsrechter
- 6 - Robin Seymour, Iers wielrenner
- 7 - Paul Dogger, Nederlands tennisser
- 7 - Victor Kraatz, Canadees kunstschaatser
- 8 - Ellen Kuipers, Nederlands hockeyster
- 9 - Austin Peck, Amerikaans acteur
- 9 - Jens Risager, Deens voetballer
- 9 - Jacques Villeneuve, Canadees autocoureur
- 10 - Silvia Abril,  Spaans actrice en presentatrice
- 10 - Joey DeFrancesco, Amerikaans jazzorganist (overleden 2022)
- 10 - Patrick Grammens, Belgisch atleet
- 10 - Giacomo Leone, Italiaans atleet
- 10 - Indro Olumets, Estisch voetballer
- 11 - Ute Wetzig, Duits schoonspringster
- 12 - Shannen Doherty, Amerikaans actrice (overleden 2024)
- 12 - Christophe Moreau, Frans wielrenner
- 12 - Edwin Straver, Nederlands motorcoureur (overleden 2020)
- 13 - Franck Esposito, Frans zwemmer
- 13 - Hein van der Loo, Nederlands burgemeester
- 14 - Miguel Ángel Calero, Colombiaans voetballer
- 14 - Jackie Edwards, Bahamaans atlete
- 14 - Marcelo Otero, Uruguayaans voetballer
- 14 - Gianluigi Scalvini, Italiaans motorcoureur
- 15 - Finidi George, Nigeriaans voetballer
- 15 - Josia Thugwane, Zuid-Afrikaans atleet
- 16 - Sharon Dijksma, Nederlands politica (PvdA)
- 16 - Jukka Ruhanen, Fins voetballer
- 16 - Selena Quintanilla, Amerikaans zangeres (overleden 1995)
- 17 - José Cevallos, Ecuadoraans voetbaldoelman
- 17 - Guillaume Depardieu, Frans acteur (overleden 2008)
- 18 - David Tennant, Schots acteur
- 19 - Réda Benzine, Algerijns atleet
- 19 - Jeroen Rietbergen, Nederlands componist en toetsenist
- 19 - Anniko van Santen, Nederlands televisiepresentatrice
- 20 - Jasper van Dijk, Nederlands politicus
- 20 - Carla Geurts, Nederlands zwemster
- 20 - Tina Cousins, Brits zangeres
- 22 - Rik van de Westelaken, Nederlands televisiepresentator en nieuwslezer
- 23 - Philippe Henry, Belgisch politicus
- 23 - Andrew Kreisberg, Amerikaans scenarioschrijver
- 24 - Phil Rogers, Australisch zwemmer
- 26 - Edgar Dikan, diplomaat en politicus
- 26 - Giorgia Todrani, Italiaans zangeres
- 26 - Christian Wallumrød, Noors componist
- 27 - Kris Borgraeve, Vlaams journalist en presentator
- 29 - Darby Stanchfield, Amerikaans actrice

### mei

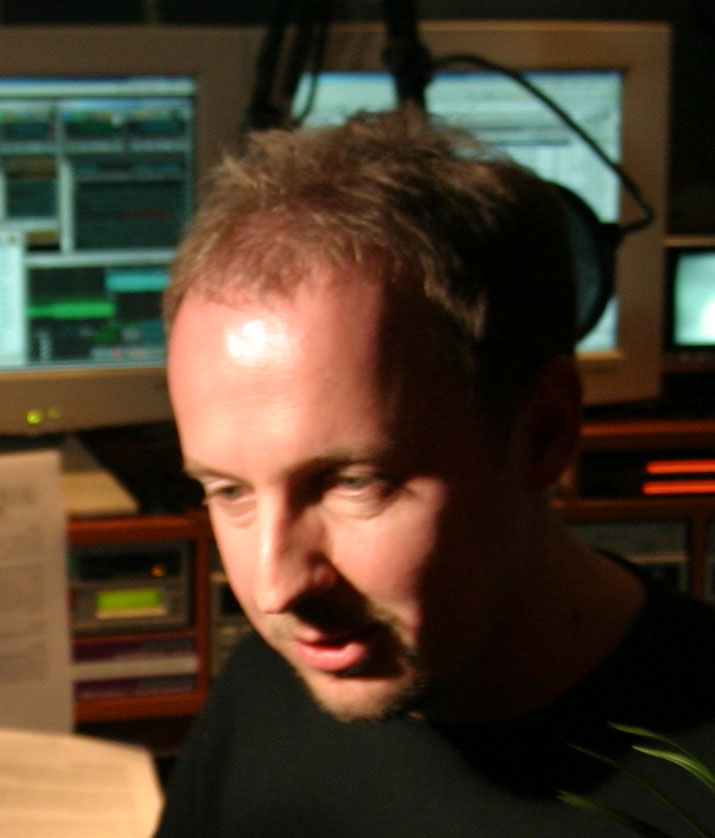
Edwin Evers,
geboren op 9 mei

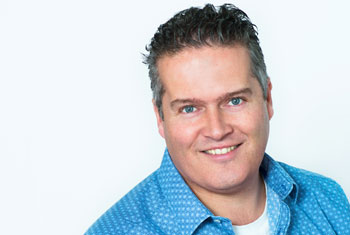
Marco Verhoef,
geboren op 10 mei

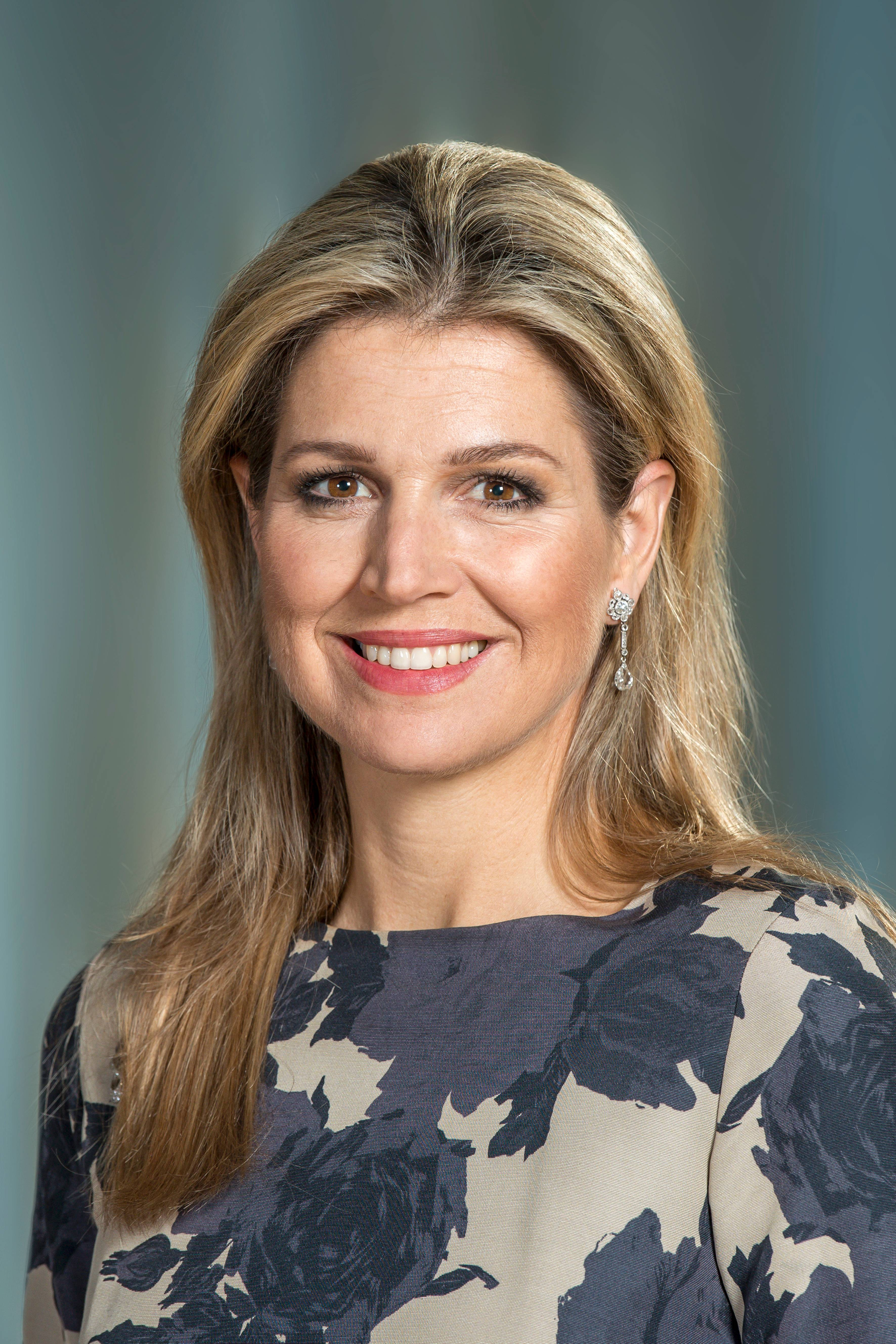
Máxima Zorreguieta,
geboren op 17 mei

- 1 - Stuart Appleby, Australisch golfer
- 1 - Ajith Kumar, Indiaas acteur en autocoureur
- 2 - Claudia Dreher, Duits atlete
- 3 - Wang Yan, Chinees snelwandelaarster, jongste atletiekwereldrecordhoudster
- 4 - Olia Lialina, Russisch internetkunstenaar en -theoreticus
- 4 - Leonid Sloetski, Russisch voetbalcoach
- 5 - Anette Hoffman, Deens handbalster
- 5 - Paul Newman, britse DJ
- 5 - Simona Staicu, Roemeens/Hongaars atlete
- 6 - Chris Shiflett, Amerikaans gitarist
- 7 - Joeri Boom, Nederlands journalist en publicist
- 7 - Thomas Piketty, Frans econoom
- 7 - Harald Christian Strand Nilsen, Noors alpineskiër
- 9 - Edwin Evers, Nederlands radio-deejay
- 9 - Tristan Taormino, Amerikaans feministe
- 10 - Monisha Kaltenborn, Oostenrijks teambaas van het Formule 1-team Sauber
- 10 - Luan Krasniqi, Kosovaars-Duits bokser
- 10 - Lam Kam San, Macaus autocoureur
- 10 - Marco Verhoef, Nederlands meteoroloog en weerpresentator
- 10 - Tomasz Wałdoch, Pools voetballer
- 12 - Kirsten van Dissel, Nederlands actrice
- 12 - Ingrid van Lubek, Nederlands triatlete
- 14 - Sofia Coppola, Amerikaans regisseur en actrice
- 14 - Frank van den Eeden, Nederlands director of photography
- 14 - Martin Reim, Estisch voetballer en voetbalcoach
- 17 - Stella Jongmans, Nederlands atlete
- 17 - Gina Raimondo, Amerikaans Democratisch politica
- 17 - Máxima Zorreguieta, Argentijns echtgenote van Willem-Alexander; koningin van Nederland
- 18 - Brad Friedel, Amerikaans voetballer
- 18 - Mattijn Hartemink, Nederlands acteur
- 18 - Marcelo Saralegui, Uruguayaans voetballer en voetbalcoach
- 18 - Nobuteru Taniguchi, Japans autocoureur
- 18 - Marc Van Mensel, Belgisch atleet
- 21 - Alexios Alexopoulos, Grieks atleet
- 21 - Katrien De Becker, Vlaams actrice
- 21 - Alexandre Dgebuadze, Georgisch-Belgisch schaker
- 21 - Mark Higgins, Brits rallyrijder
- 21 - Tom Nanne, Nederlands honkballer
- 21 - Sally-Jane Van Horenbeeck, Vlaams actrice
- 24 - Ewart van der Horst, Nederlands producent, programmamaker en componist
- 25 - Stefano Baldini, Italiaans atleet
- 26 - Jorinde Moll, Nederlands actrice
- 27 - Paul Bettany, Brits acteur
- 27 - Lisa Lopes, Amerikaans zangeres (overleden 2002)
- 27 - Lee Sharpe, Engels voetballer
- 28 - Manuel Beltrán, Spaans wielrenner
- 28 - Marco Rubio, Amerikaans Republikeins politicus
- 30 - Gabriella Pregnolato, Italiaans wielrenster

### juni

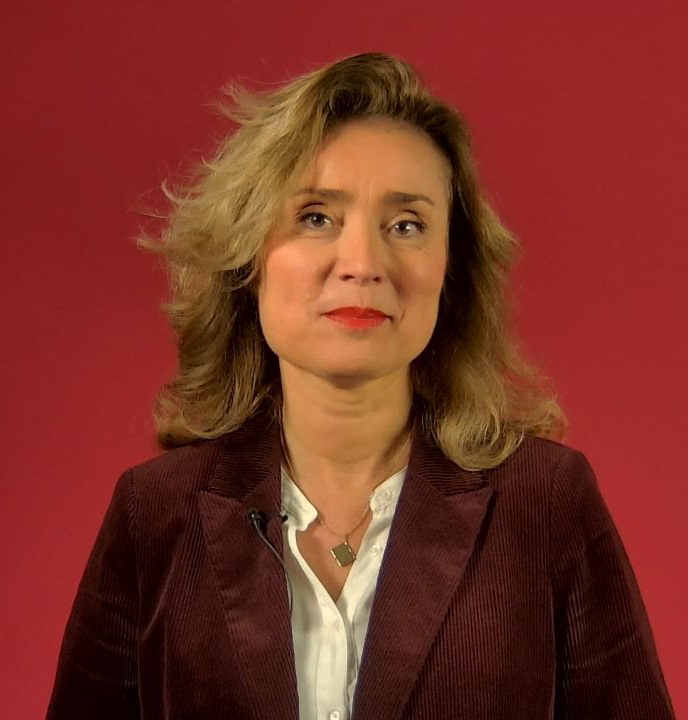
Vera Bergkamp,
geboren op 1 juni

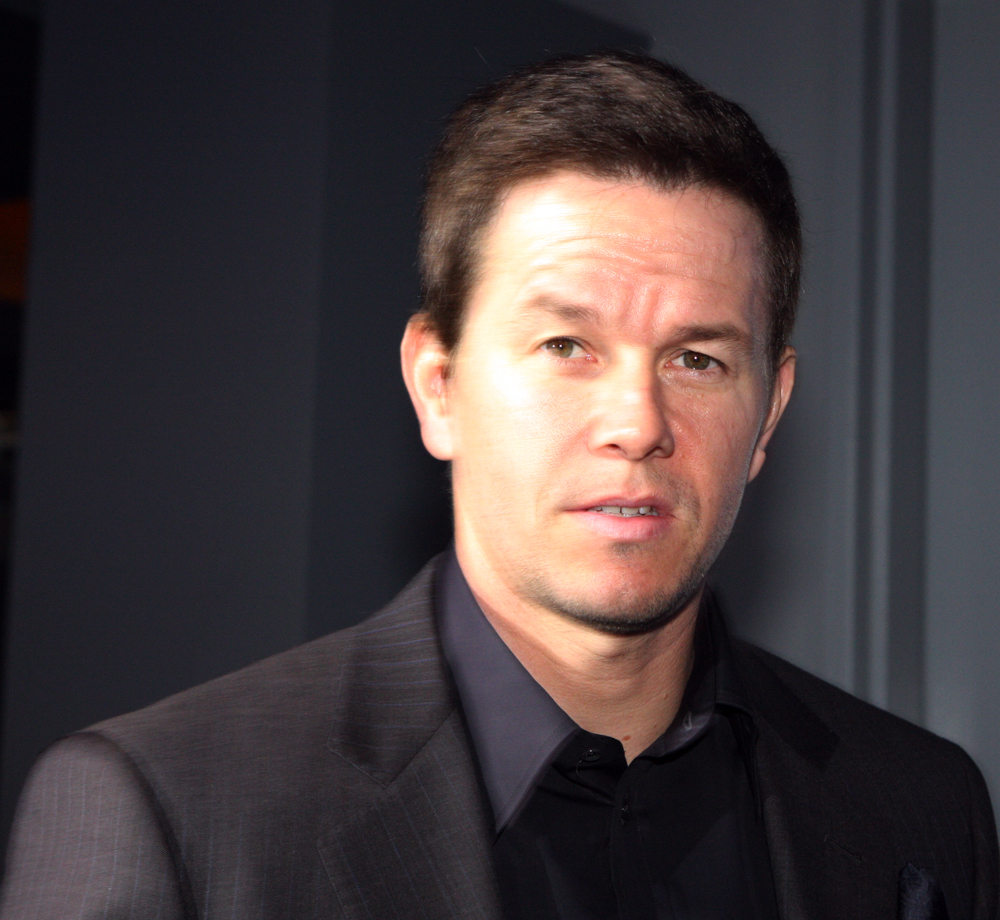
Mark Wahlberg,
geboren op 5 juni

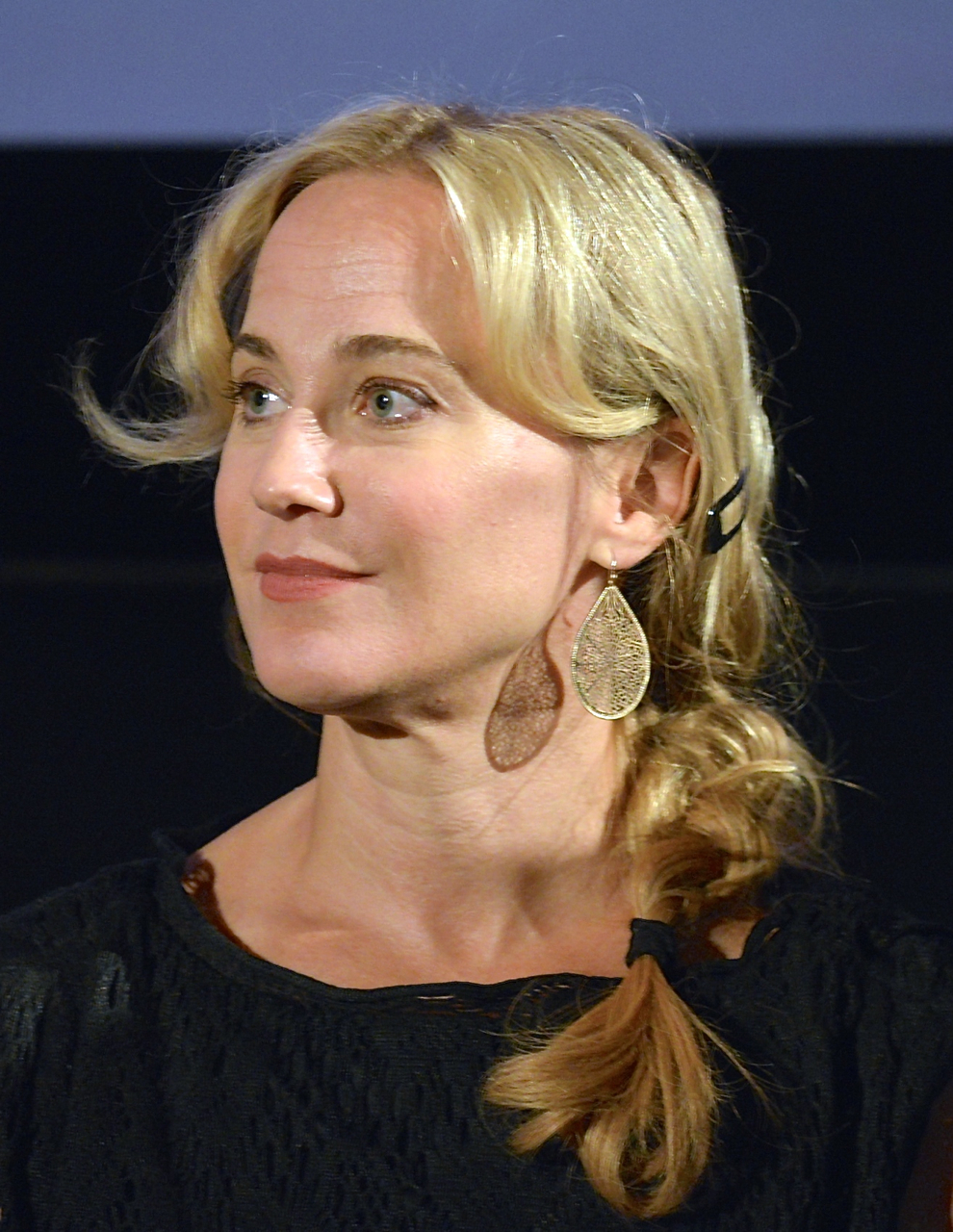
Anja Lundqvist,
geboren op 7 juni

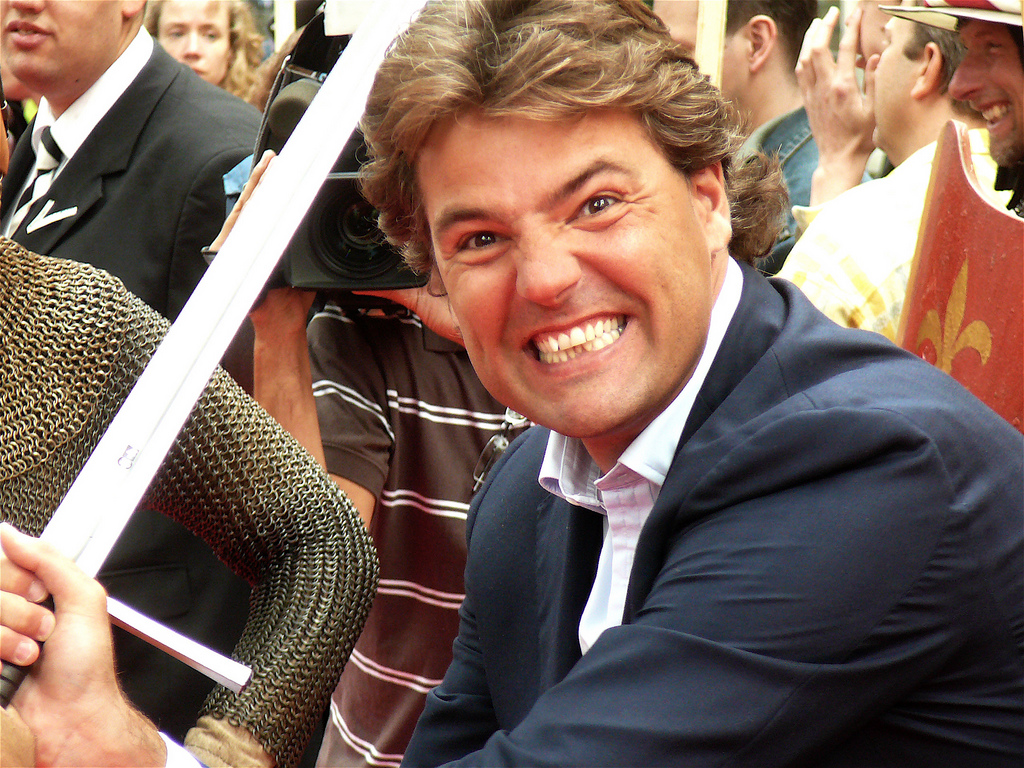
Reinout Oerlemans,
geboren op 10 juni

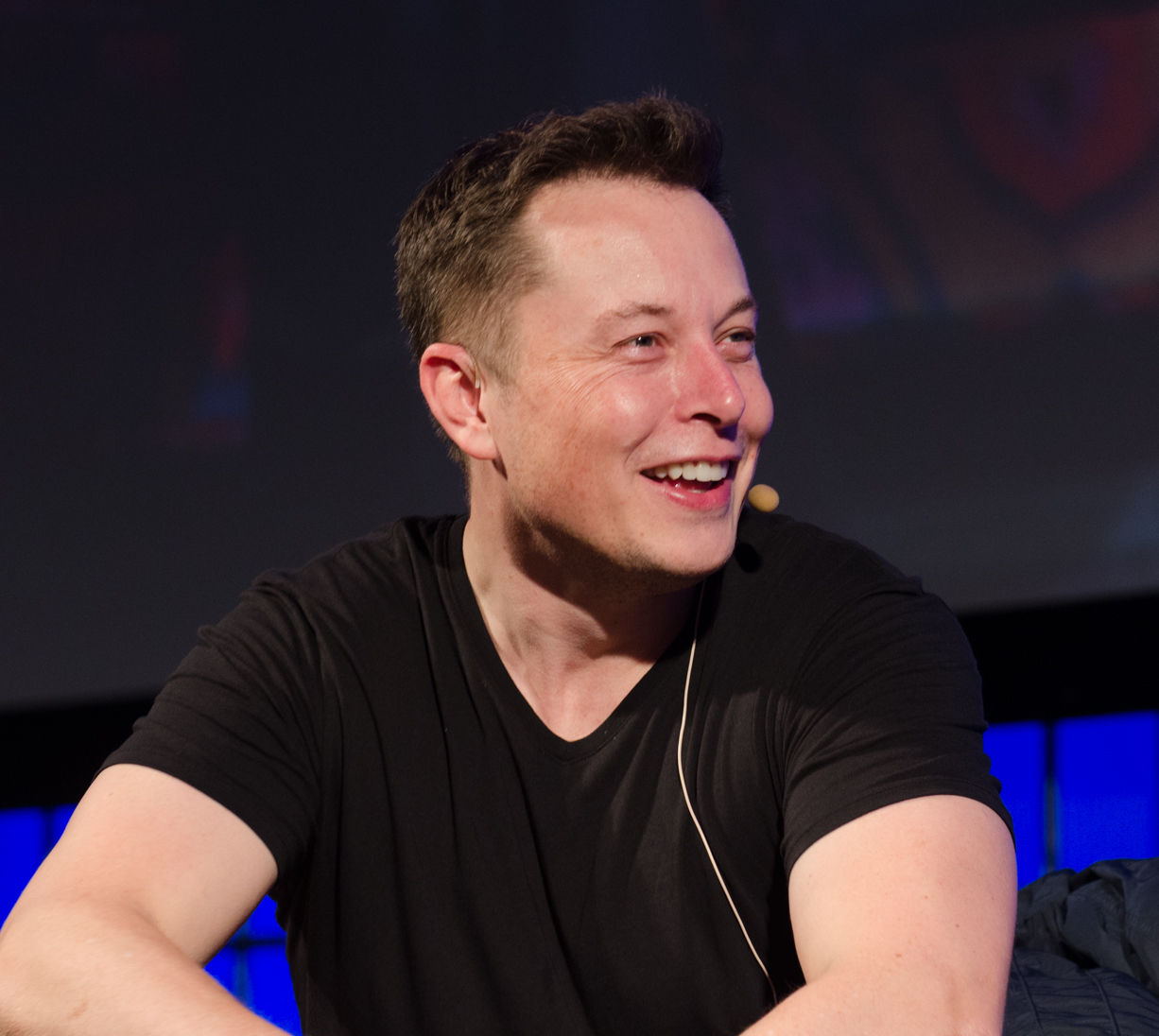
Elon Musk,
geboren op 28 juni

- 1 - Vera Bergkamp, Nederlands homorechtenactiviste en politica
- 2 - Eric Hellemons, Nederlands voetballer en voetbalcoach
- 2 - Anthony Montgomery, Amerikaans acteur en zanger
- 4 - Joseph Kabila, Congolees president
- 4 - Rikard Norling, Zweeds voetballer en voetbalcoach
- 4 - Noah Wyle, Amerikaans acteur
- 4 - Choying Drolma, Tibetaans muzikante en zangeres
- 5 - Oscar Galíndez, Argentijns triatleet en duatleet
- 5 - Takaya Tsubobayashi, Japans autocoureur
- 5 - Mark Wahlberg, Amerikaans acteur
- 6 - Attila Pinte, Slowaaks voetballer
- 7 - Ariel Graziani, Ecuadoraans voetballer
- 7 - Joseph Kahugu, Keniaans atleet
- 7 - Anja Lundqvist, Zweeds actrice
- 10 - Bruno Ngotty, Frans voetballer
- 10 - Reinout Oerlemans, Nederlands acteur, televisiepresentator en -producer
- 11 - Marek Kolbowicz, Pools roeier
- 12 -  Tomasz Iwan, Pools voetballer
- 14 - Annelie Nilsson, Zweeds voetbalster
- 14 - Ann Vansteenkiste, Belgisch politica
- 15 - José Luis Arrieta, Spaans wielrenner
- 15 - Edwin Brienen, Nederlands filmregisseur
- 16 - Tupac Shakur, Amerikaans rapper (overleden 1996)
- 17 - Paulina Rubio, Mexicaans actrice en zangeres
- 18 - Jorge Bermúdez, Colombiaans voetballer en voetbalcoach
- 18 - Artur Krasiński, Pools wielrenner
- 18 - Jason McAteer, Iers voetballer
- 19 - Urias Boerleider, Nederlands acteur en theaterregisseur
- 19 - Vittoriano Guareschi, Italiaans motorcoureur
- 21 - Faryd Mondragón, Colombiaans voetballer
- 24 - Dyab Abou Jahjah, Belgisch-Libanees leider van de Arabisch-Europese liga
- 24 - Thomas Helveg, Deens voetballer
- 25 - Jason Lewis, Amerikaans acteur
- 25 - Johan Lisabeth, Belgisch atleet
- 25 - Saskia Olde Wolbers, Nederlands videokunstenaar
- 26 - Max Biaggi, Italiaans motorcoureur
- 26 - Kartika Liotard, Nederlands politica (overleden 2020)
- 28 - Fabien Barthez, Frans voetballer
- 28 - Sean Dyche, Engels voetballer en voetbaltrainer
- 28 - Paul Magnette, Waals-Belgisch politicoloog en politicus
- 28 - Elon Musk, Zuid-Afrikaans/Canadees/Amerikaans ingenieur en ondernemer
- 28 - Ray Slijngaard, Nederlands rapper
- 29 - Cléber Chalá, Ecuadoraans voetballer
- 29 - Anthony Hamilton, Engels snookerspeler
- 30 - Bastiaan Ragas, Nederlands acteur en zanger
- 30 - Jamie Hacking, Amerikaans motorcoureur

### juli

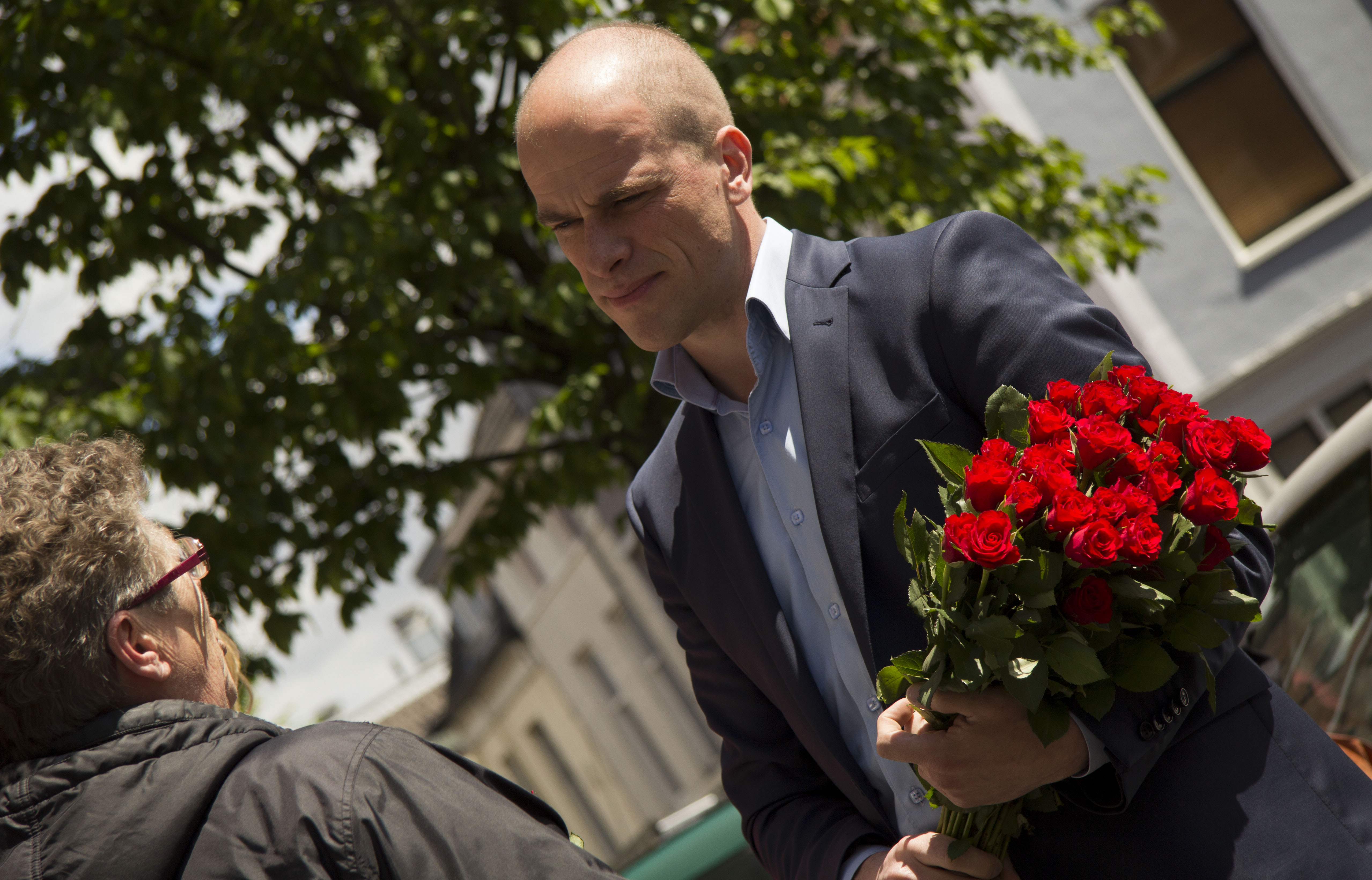
Diederik Samsom,
geboren op 10 juli

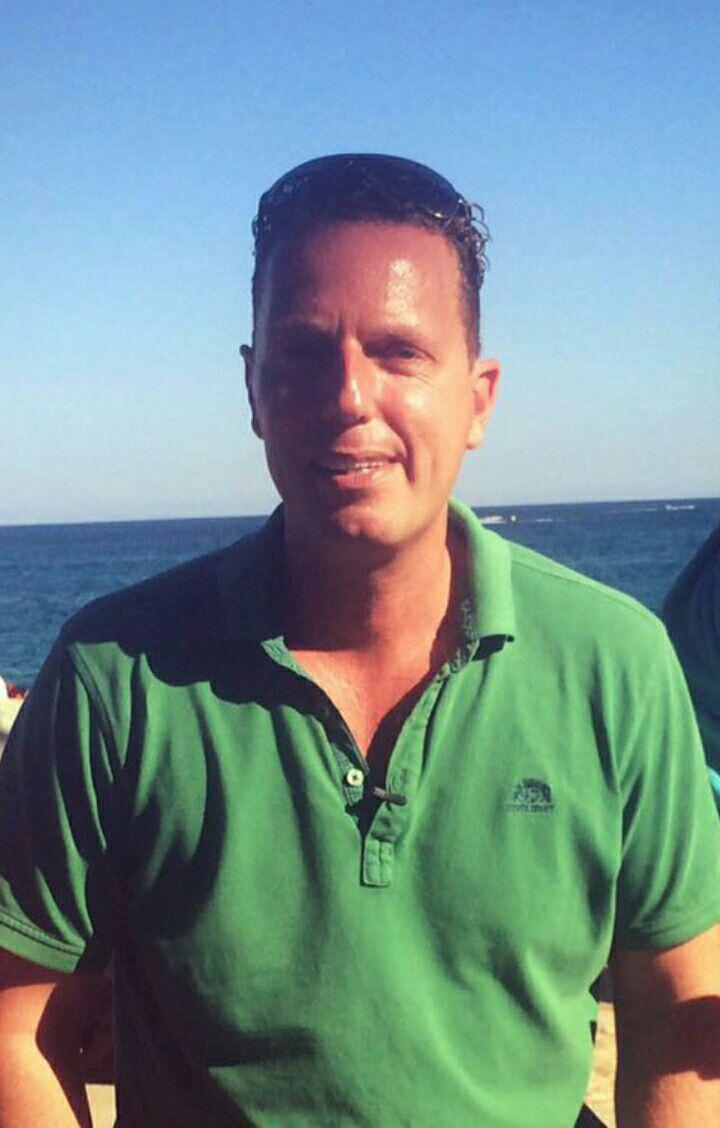
Rob Geus,
geboren op 15 juli

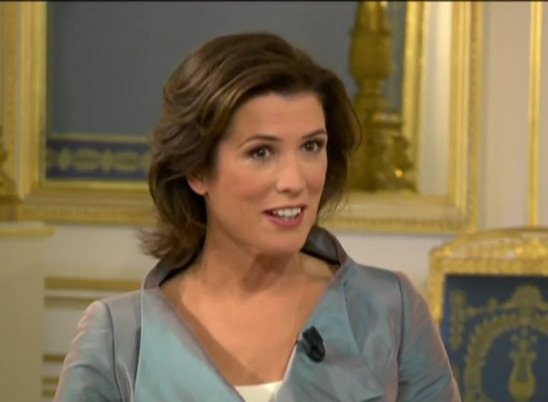
Mariëlle Tweebeeke,
geboren op 17 juli

- 1 - Missy Elliott, Amerikaans singer-songwriter en rapster
- 1 - Bieke Ilegems, Vlaams actrice
- 1 - Marlayne Sahupala, Nederlands zangeres en presentatrice
- 3 - Julian Assange, Australisch journalist, programmeur en internetactivist
- 4 - Nedijeljko Zelić, Australisch voetballer
- 5 - Robbie Koenig, Zuid-Afrikaans tennisser
- 5 - Derek McInnes, Schots voetballer en voetbalcoach
- 6 - Jessica Gal, Nederlands judoka
- 7 - Ståle Stensaas, Noors voetballer
- 8 - Merijn de Bruin, Nederlands tafeltennisser
- 10 - Diederik Samsom, Nederlands politicus (PvdA)
- 12 - Kristi Yamaguchi, Amerikaans kunstschaatsster
- 13 - Enrico Bettera, Italiaans autocoureur
- 13 - Richard Groenendaal, Nederlands wielrenner
- 13 - Michel Nok, Nederlands voetballer
- 14 - Howard Webb, Brits voetbalscheidsrechter
- 15 - Rob Geus, Nederlands kok en tv-presentator
- 15 - Danijela Martinović, Kroatisch zangeres
- 15 - Akira Yanagawa, Japans motorcoureur
- 16 - Corey Feldman, Amerikaans acteur
- 16 - Ed Kowalczyk, Amerikaans zanger (Live)
- 16 - Óscar Carmelo Sánchez, Boliviaans voetballer (overleden 2007)
- 17 - Dražen Brnčić, Kroatisch voetballer
- 17 - Wilma van Hofwegen, Nederlands zwemster
- 17 - Nico Mattan, Belgisch wielrenner
- 17 - Mariëlle Tweebeeke, Nederlands nieuwslezeres en journaliste
- 19 - Erik Jazet, Nederlands hockeyer
- 19 - Diana Matroos, Nederlands journaliste en presentatrice
- 19 - Joe Russo, Amerikaans film- en televisieregisseur
- 20 - Sandra Oh, Canadees actrice
- 20 - Jozef Pisár, Slowaaks voetballer
- 20 - Peter Wijker, Nederlands voetballer
- 21 - Charlotte Gainsbourg, Frans actrice, zangeres en fotomodel
- 21 - Erik Mykland, Noors voetballer
- 21 - Sara Seager, Canadees-Amerikaans astrofysica
- 22 - Micheil Kavelasjvili, Georgisch voetballer
- 22 - Kristine Lilly, Amerikaans voetbalster
- 22 - Roger McKenzie, Britse houseproducer, beter bekend als Wildchild (overleden in 1995)
- 23 - Gotsja Dzjamaraoeli, Georgisch voetballer
- 23 - Patty Jenkins, Amerikaans filmregisseur en scenarioschrijfster
- 26 - Mladen Rudonja, Sloveens voetballer
- 28 - Chris Chameleon, Zuid-Afrikaans zanger en bassist
- 28 - Fernando Teixeira Vitienes, Spaans voetbalscheidsrechter
- 29 - Emma Carney, Australisch triatlete
- 30 - Elvis Crespo, Puerto Ricaans-Amerikaans zanger
- 30 - Klas Eriksson, Zweeds golfer
- 31 - Christina Cox, Canadees actrice

### augustus

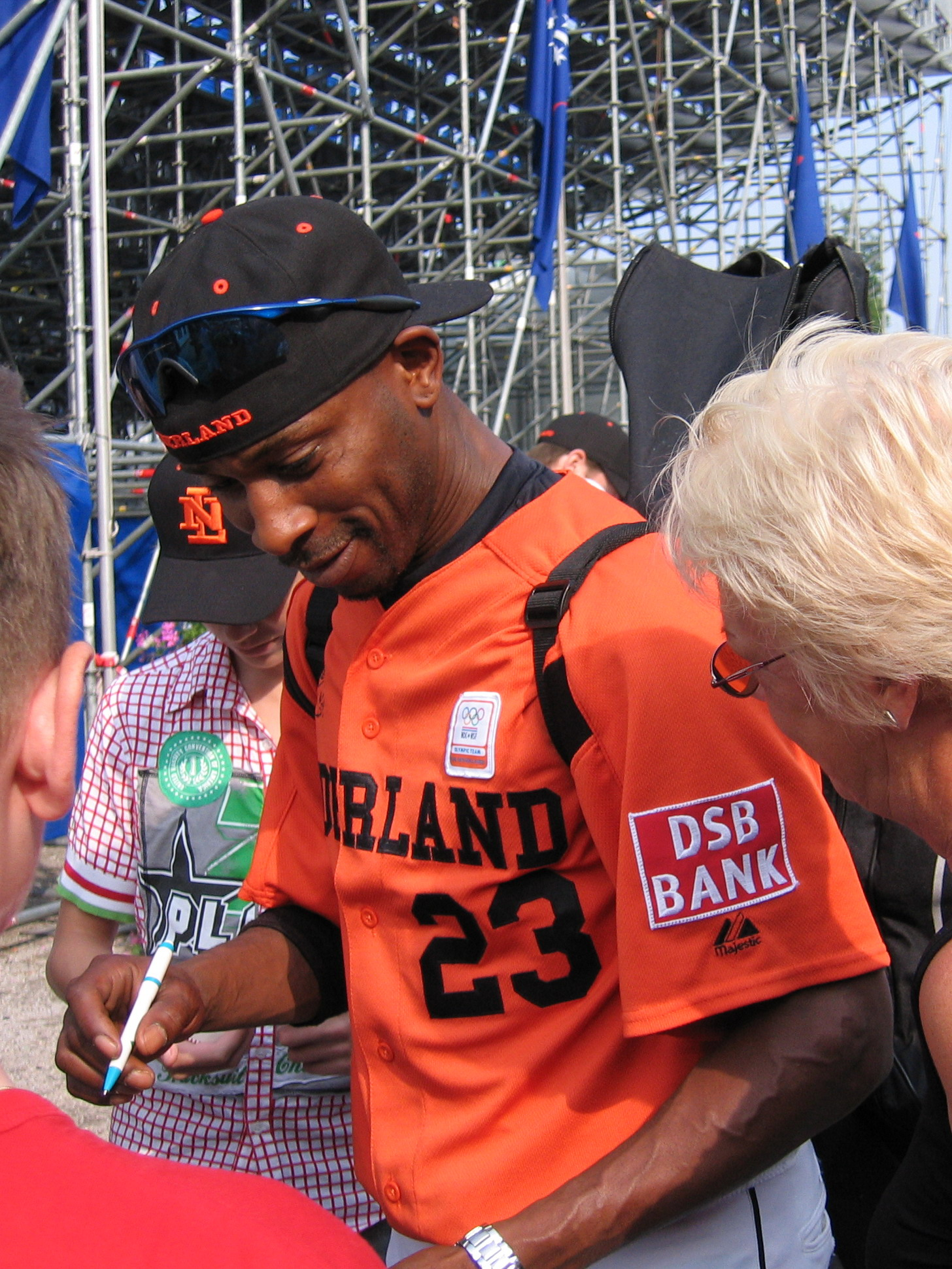
Johnny Balentina,
geboren op 8 augustus

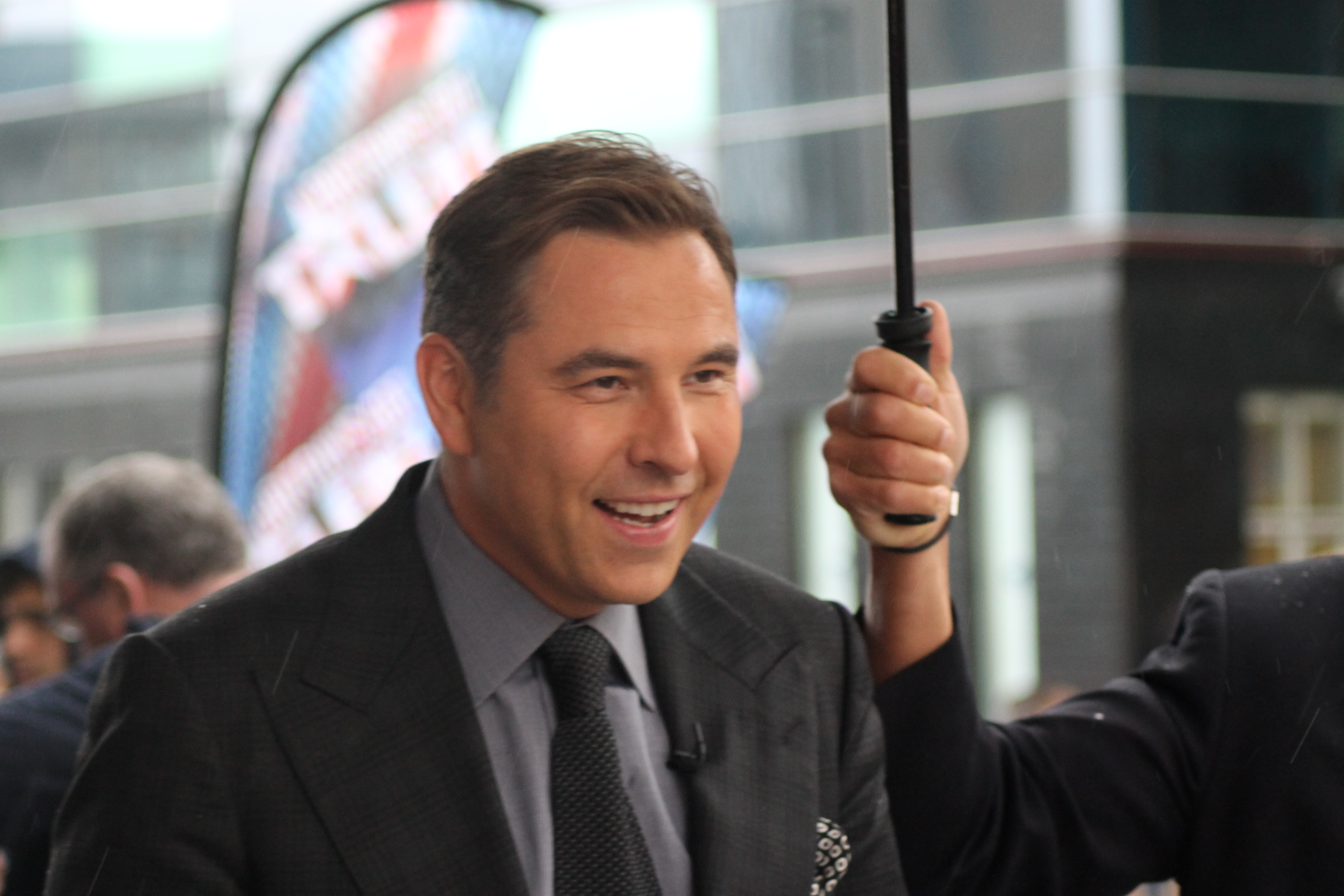
David Walliams,
geboren op 20 augustus

- 1 - Juan Camilo Mouriño, Mexicaans politicus (overleden 2008)
- 1 - Aleksej Nikolajev, Russisch voetbalscheidsrechter
- 2 - Ángel Fernández, Ecuadoraans voetballer
- 5 - Valdis Dombrovskis, Lets (euro)politicus
- 6 - Ianka Fleerackers, Vlaams actrice
- 6 - Angela Postma, Nederlands zwemster
- 7 - Atle Grønn, Noors schaker
- 7 - Sydney Penny, Amerikaans actrice
- 7 - Stephan Volkert, Duits roeier
- 7 - Rochus Westbroek, Nederlands hockeyer
- 8 - Johnny Balentina, Nederlands honkballer
- 9 - Ibon Ajuria, Spaans wielrenner
- 9 - Rodrigo Goldberg, Chileens voetballer
- 9 - Davide Rebellin, Italiaans wielrenner (overleden 2022)
- 11 - Nancy Callaerts, Belgisch atlete
- 12 - Sjota Abchazava, Georgisch autocoureur en zakenman
- 12 - Svitlana Bondarenko, Oekraïens zwemster
- 12 - Diana van der Plaats, Nederlands zwemster
- 12 - Pete Sampras, Amerikaans tennisser
- 12 - Marc Streel, Belgisch wielrenner
- 12 - Marcelo Vega, Chileens voetballer
- 13 - Tomoe Abe, Japans marathonloopster
- 16 - Patrick Bühlmann, Zwitsers voetballer
- 16 - Rick Slor, Nederlands voetballer
- 17 - Cristian Balaj, Roemeens voetbalscheidsrechter
- 18 - Patrik Andersson, Zweeds voetballer
- 18 - Aphex Twin, Brits muzikant en producer
- 18 - Ben Keating, Amerikaans ondernemer en autocoureur
- 18 - Marino Pusic, Bosnisch-Kroatisch voetballer en voetbaltrainer
- 19 - Guido Cantz, Duits presentator, humorist en auteur
- 19 - Mary Joe Fernandez, Amerikaans-Dominicaans tennisster
- 19 - João Vieira Pinto, Portugees voetballer
- 20 - Steve Stone, Engels voetballer
- 20 - David Walliams, Engels acteur en komiek
- 21 - Liam Howlett, Engels muzikant (The Prodigy)
- 22 - Glen De Boeck, Belgisch voetballer en voetbalcoach
- 23 - Demetrio Albertini, Italiaans voetballer
- 23 - Gretchen Whitmer, Amerikaans politica
- 25 - Martín Conde, Argentijns beachvolleyballer
- 25 - Gilberto Simoni, Italiaans wielrenner
- 26 - Duncan Cameron, Brits autocoureur
- 26 - Jeroen van Dijk, Nederlands badmintonner
- 26 - Søren W. Johansson, Deens atleet
- 27 - Ernest Faber, Nederlands voetballer
- 28 - Janet Evans, Amerikaans zwemster en olympisch kampioene (1988 en 1992)
- 28 - Phaedra Hoste, Vlaams model en presentatrice
- 29 - Tina Bøttzau, Deens handbalster
- 29 - Iulică Ruican, Roemeens roeier
- 29 - Marco Sandy, Boliviaans voetballer
- 31 - Nobuatsu Aoki, Japans motorcoureur
- 31 - Vivian Ruijters, Nederlands atlete

### september

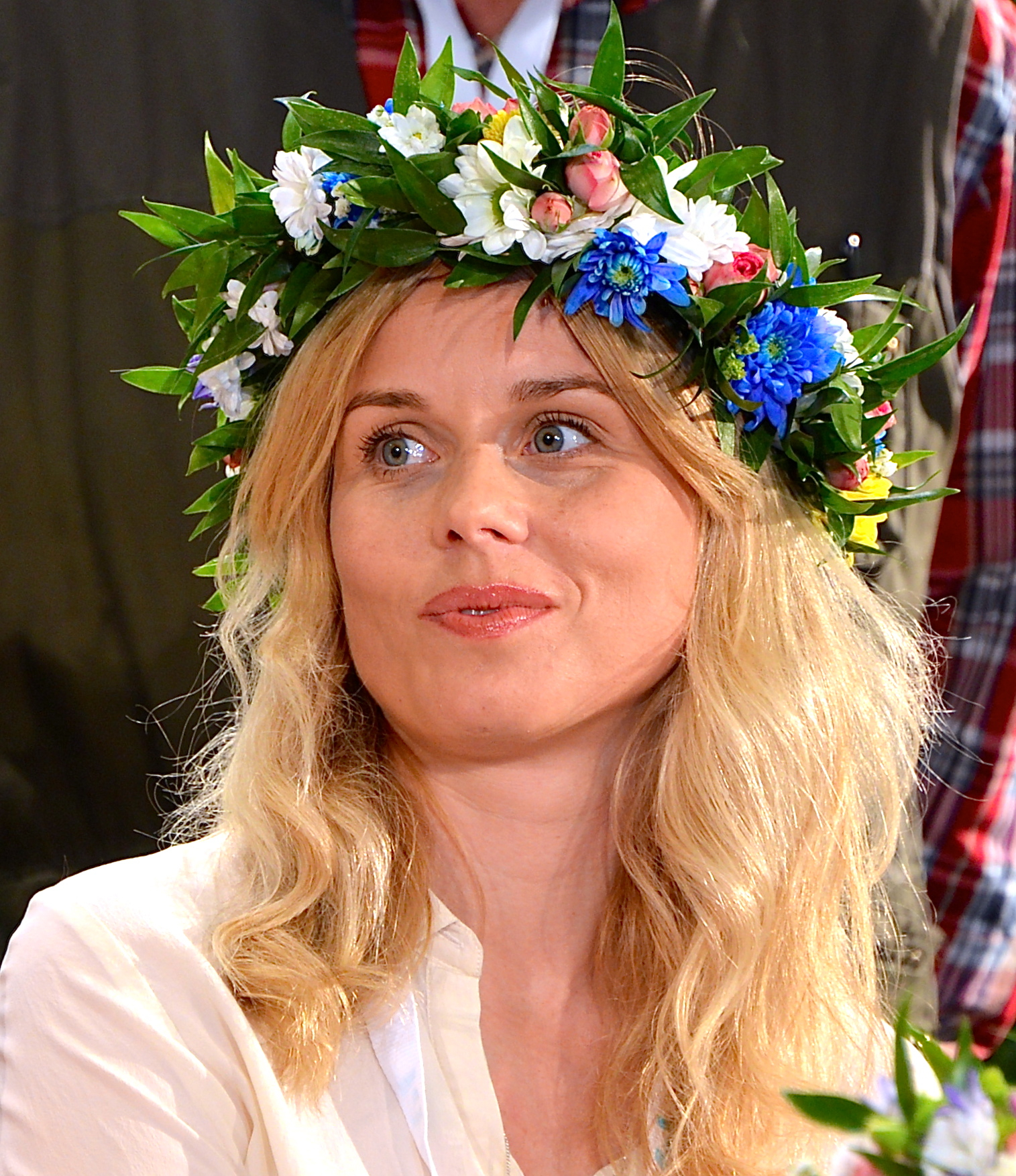
Helena af Sandeberg,
geboren op 1 september

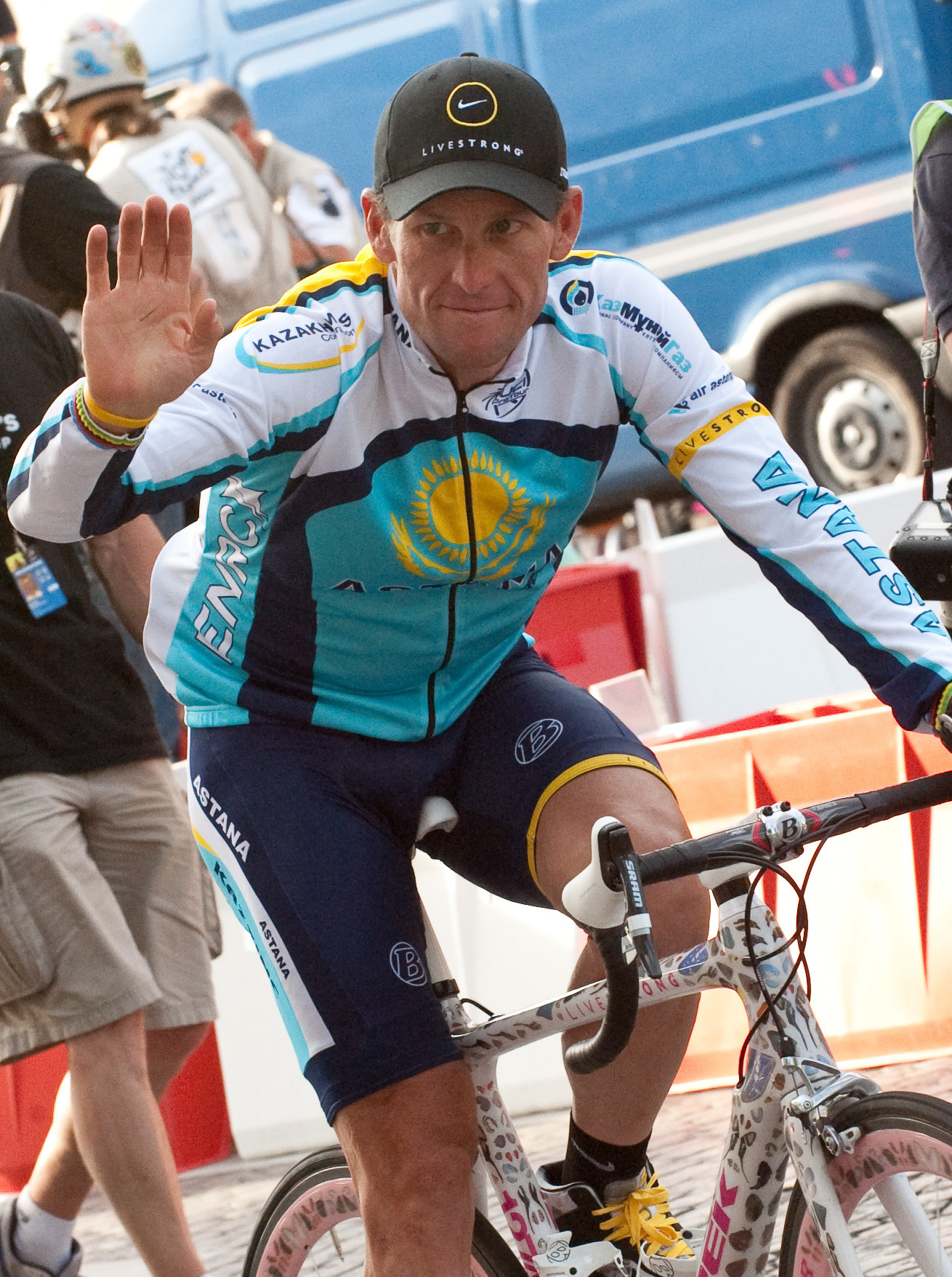
Lance Armstrong,
geboren op 18 september

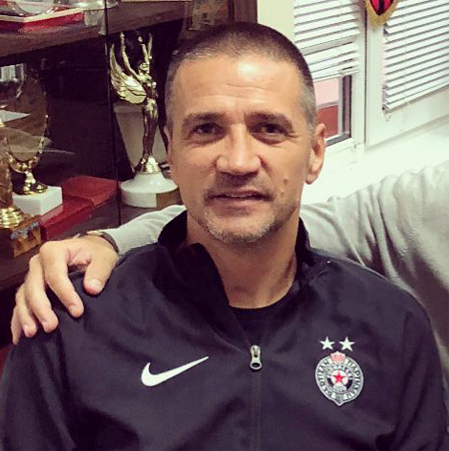
Zoran Mirković,
geboren op 21 september

- 1 - Helena af Sandeberg, Zweeds actrice
- 1 - Hakan Şükür, Turks voetballer
- 2 - Tom Steels, Belgisch wielrenner
- 3 - Peter Fox, Duits zanger
- 3 - Paolo Montero, Uruguayaans voetballer
- 4 - Bas van de Goor, Nederlands volleyballer
- 4 - Teun van de Keuken, Nederlands journalist en programmamaker
- 5 - Benjamin Kimutai, Keniaans atleet
- 6 - Dolores O'Riordan, Iers zangeres (onder andere The Cranberries) (overleden 2018)
- 7 - Noegzar Lobzjanidze, Georgisch voetballer
- 7 - Tomomi Okazaki, Japans schaatsster
- 7 - Chris Paciello, Amerikaans crimineel en nachtclubeigenaar
- 8 - David Arquette, Amerikaans acteur
- 9 - Stella Gommans, Nederlands televisiepresentatrice
- 10 - Rolf Peters, Nederlands hockeyer
- 12 - Younes El Aynaoui, Marokkaans tennisser
- 12 - Chandra Sturrup, Bahamaans atlete
- 12 - Perry Ubeda, Nederlands vechtsporter
- 13 - Ezio Bosso, Italiaans zanger (overleden 2020)
- 13 - Mladen Dabanovič, Sloveens voetballer
- 13 - Shinichi Fukushima, Japans wielrenner
- 13 - Goran Ivanišević, Kroatisch tennisser
- 13 - Alexandru Tudor, Roemeens voetbalscheidsrechter
- 15 - Annamarie Thomas, Nederlands schaatsster
- 16 - Marit van Bohemen, Nederlands actrice en televisiepresentatrice
- 16 - Matt Hall, Australisch piloot
- 16 - Zilla Huma Usman, Pakistaans politica en feministe (overleden 2007)
- 17 - Sergej Barbarez, Bosnisch voetballer
- 17 - Stuart Dangerfield, Engels wielrenner
- 17 - Jens Voigt, Duits wielrenner
- 18 - Lance Armstrong, Amerikaans wielrenner
- 18 - Sabine Desmet, Belgisch atlete
- 18 - Pernille La Lau, Nederlands televisiepresentatrice
- 19 - Mirko Grabovac, Kroatisch-Singaporees voetballer
- 20 - Henrik Larsson, Zweeds voetballer
- 21 - Zoran Mirković, Servisch voetballer
- 21 - Alfonso Ribeiro, Amerikaans acteur en regisseur
- 22 - Trinko Keen, Nederlands tafeltennisser
- 24 - Linda Moes, Nederlands zwemster
- 24 - Christian Nemeth, Belgisch atleet
- 24 - Pascal Vandevoort, Belgisch schaker
- 25 - Marjon Hoffman, Nederlands kinderboekenschrijfster
- 26 - Bert Haandrikman, Nederlands radio-dj
- 27 - Marlon Ayoví, Ecuadoraans voetballer
- 27 - Torsten Stenzel, Duitse danceproducer
- 28 - Sven Meinhardt, Duits hockeyer
- 29 - Stacy Carter, Amerikaans professioneel worstelaarster
- 29 - Giampiero Maini, Italiaans voetballer
- 29 - Patrick Posing, Luxemburgs voetballer
- 29 - Jeffrey Talan, Nederlands voetballer
- 29 - Sibel Tüzün, Turks zangeres

### oktober
- 2 - Xavier Naidoo, Duits zanger
- 2 - Tiffany, Amerikaans zangeres

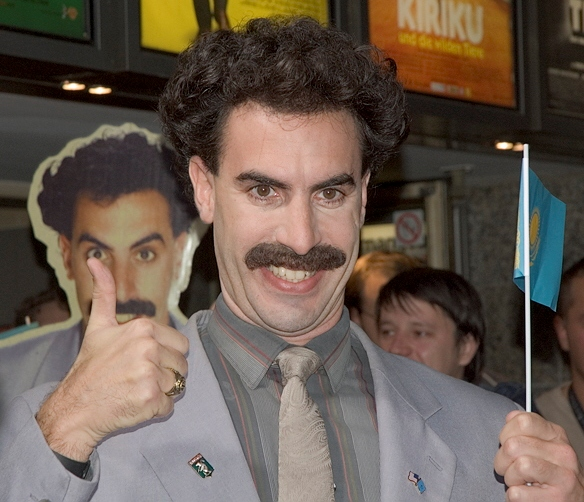
Sacha Baron Cohen,
geboren op 13 oktober

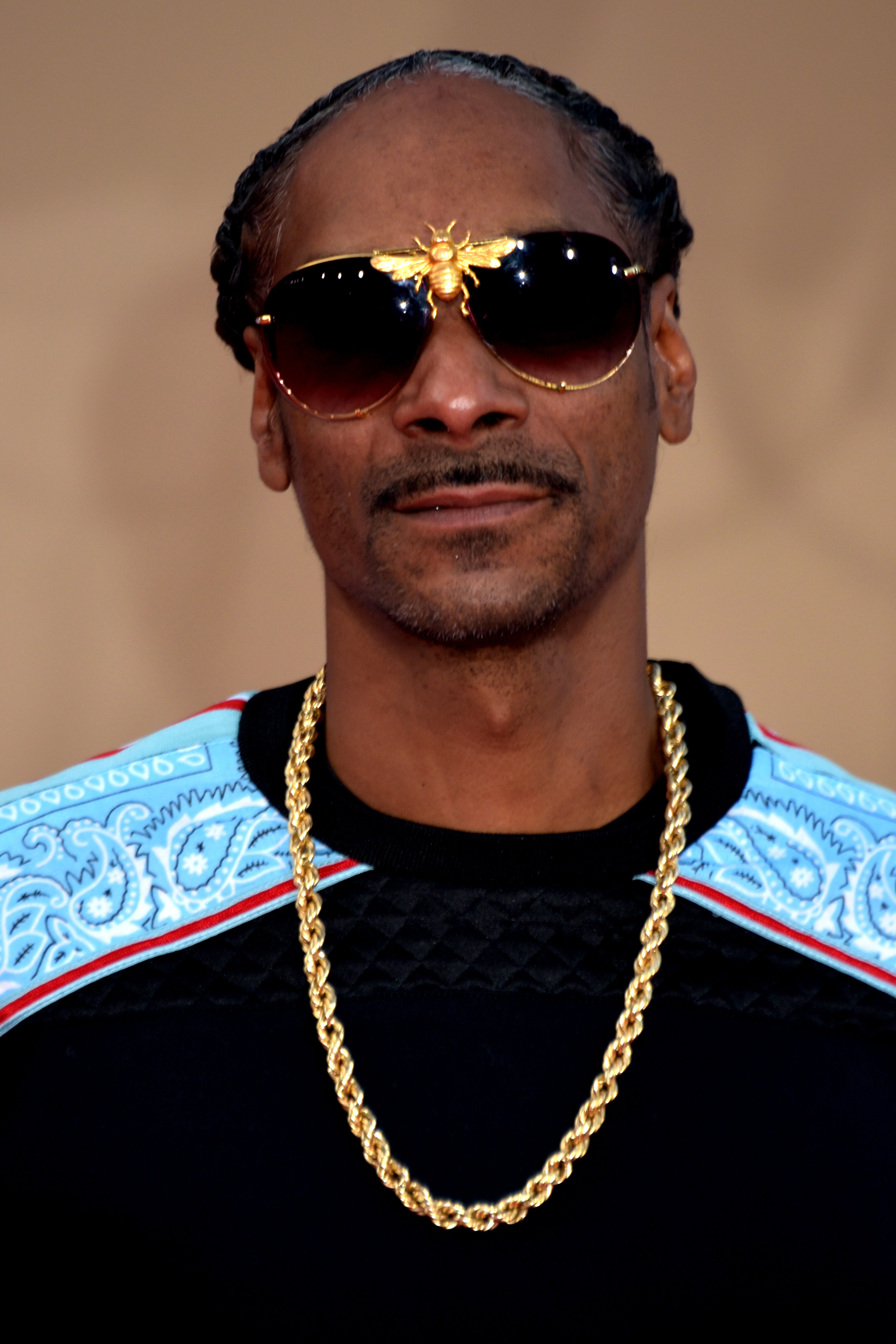
Snoop Dogg,
geboren op 20 oktober

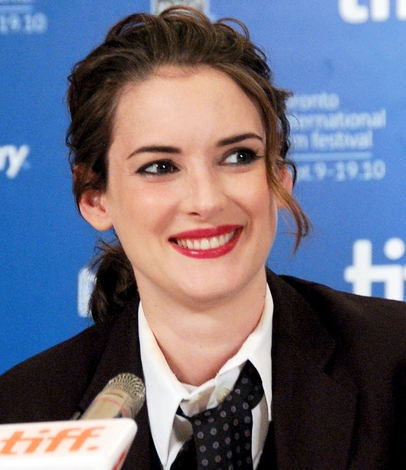
Winona Ryder,
geboren op 29 oktober

- 2 - Ayhan Tumani, Turks-Duits voetballer
- 3 - Kevin Richardson, Amerikaans zanger (onder andere Backstreet Boys)
- 4 - Jorge Costa, Portugees voetballer en voetbaltrainer (overleden 2025)
- 4 - Hoyte van Hoytema, Zweeds-Nederlands cinematograaf
- 5 - Mauricio Pellegrino, Argentijns voetballer
- 5 - Nicola Rizzoli, Italiaans voetbalscheidsrechter
- 6 - Howard Komproe, Nederlands stand-upcomedian
- 6 - Jacob Laursen, Deens voetballer
- 6 - Danny Rook, Nederlands acteur en presentator
- 6 - Quinty Trustfull, Nederlands televisiepresentatrice
- 7 - Ismael Urzaíz, Spaans voetballer
- 8 - Miran Pavlin, Sloveens voetballer
- 10 - Lameck Aguta, Keniaans atleet
- 10 - Elvir Bolić, Bosnisch voetballer
- 10 - Reynald Pedros, Frans voetballer
- 10 - Mauricio Pellegrino, Argentijns voetballer
- 11 - Chann McRae, Amerikaans wielrenner en triatleet
- 13 - André Bergdølmo, Noors voetballer
- 13 - Ali G (= Sacha Baron Cohen),  Brits komiek
- 14 - Jildou van der Bijl, Nederlands tijdschriftjournaliste
- 14 - Jorge Costa, Portugees voetballer en voetbaltrainer
- 14 - Frédéric Guesdon, Frans wielrenner
- 15 - Horace Cohen, Nederlands acteur
- 15 - Niko Kovač, Kroatisch voetballer en voetbaltrainer
- 16 - Farid Azarkan, Nederlands politicus
- 20 - Kamiel Maase, Nederlands atleet
- 20 - Dannii Minogue, Australisch zangeres, actrice, fotomodel, kledingontwerpster en tekstschrijfster
- 20 - Snoop Dogg, Amerikaans rapper
- 21 - Daniel Camus, Belgisch voetballer
- 21 - Thomas Ulsrud, Noors curlingspeler (overleden 2022)
- 22 - Amanda Coetzer, Zuid-Afrikaans tennisster
- 22 - Mitchell van der Gaag, Nederlands voetballer
- 22 - José Manuel Martínez, Spaans atleet
- 23 - Chris Horner, Amerikaans wielrenner
- 24 - Marco Zwyssig, Zwitsers voetballer
- 25 - Patrick Lodiers, Nederlands tv- en radiopresentator
- 25 - Geoffrey Prommayon, Nederlands voetballer
- 25 - Craig Robinson, Amerikaans acteur
- 26 - Patrick Bernhardt, Duits autocoureur
- 26 - Didier Martel, Frans voetballer
- 27 - Martin Lauret, Nederlands atleet
- 28 - Nicolas Ouédec, Frans voetballer
- 28 - Peter van der Vorst, Nederlands televisiepresentator
- 29 - Nasria Azaïdj, Algerijns atlete
- 29 - Winona Ryder, Amerikaans actrice
- 30 - Fredi Bobic, Duits voetballer
- 30 - Suzan van der Wielen, Nederlands hockeyster
- 30 - Paulo Nunes, Braziliaans voetballer
- 31 - Antonio Cruz, Amerikaans wielrenner
- 31 - Fredy Fautrel, Frans voetbalscheidsrechter
- 31 - Donovan Powell, Jamaicaans atleet

### november

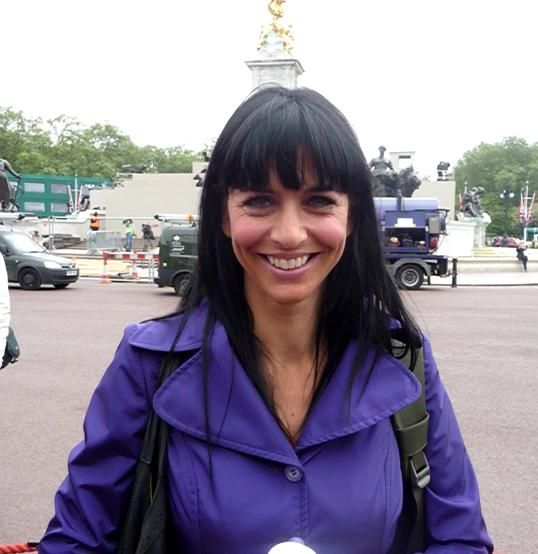
Sandra Schuurhof,
geboren op 13 november

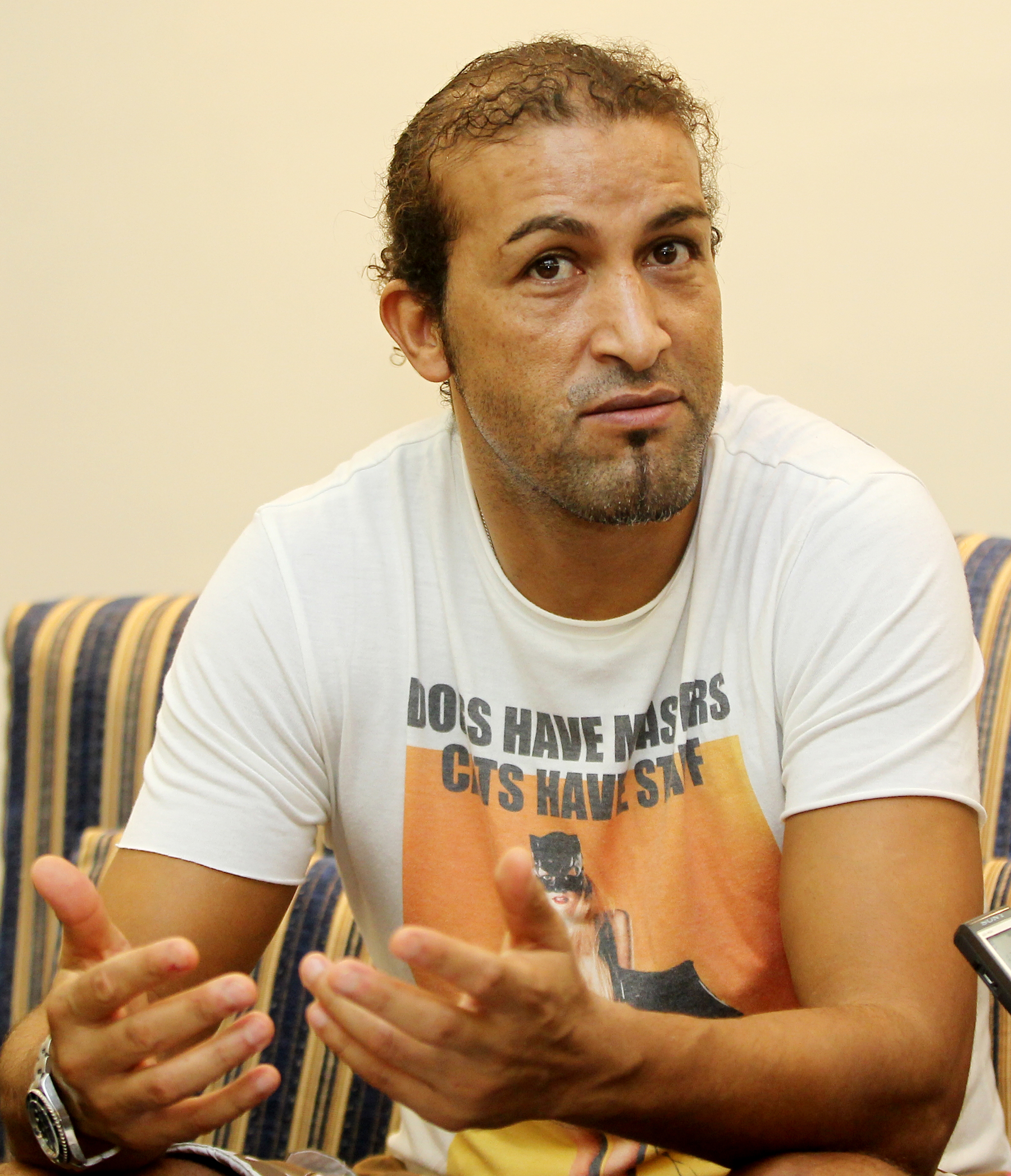
Mustapha Hadji,
geboren op 16 november

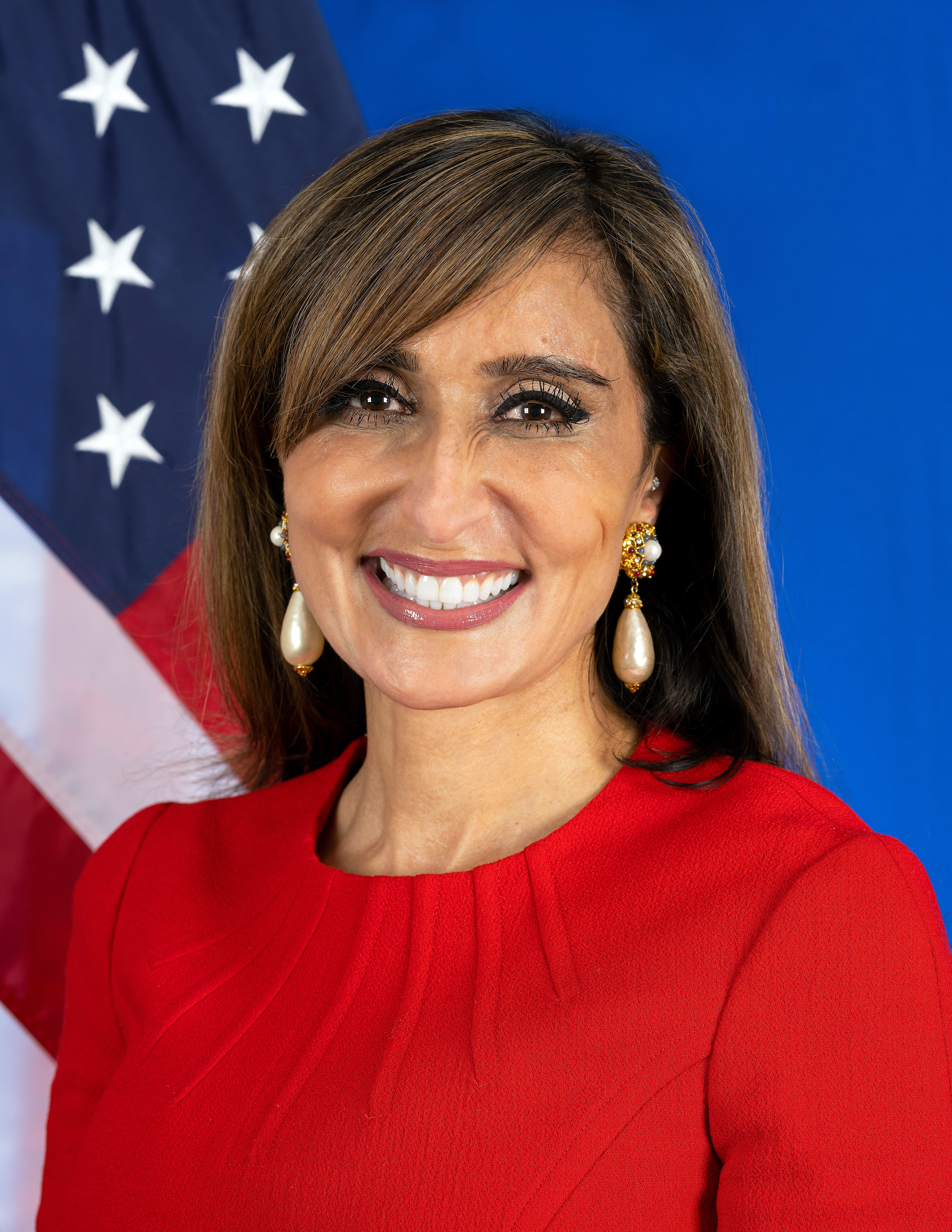
Shefali Razdan Duggal,
geboren op 22 november

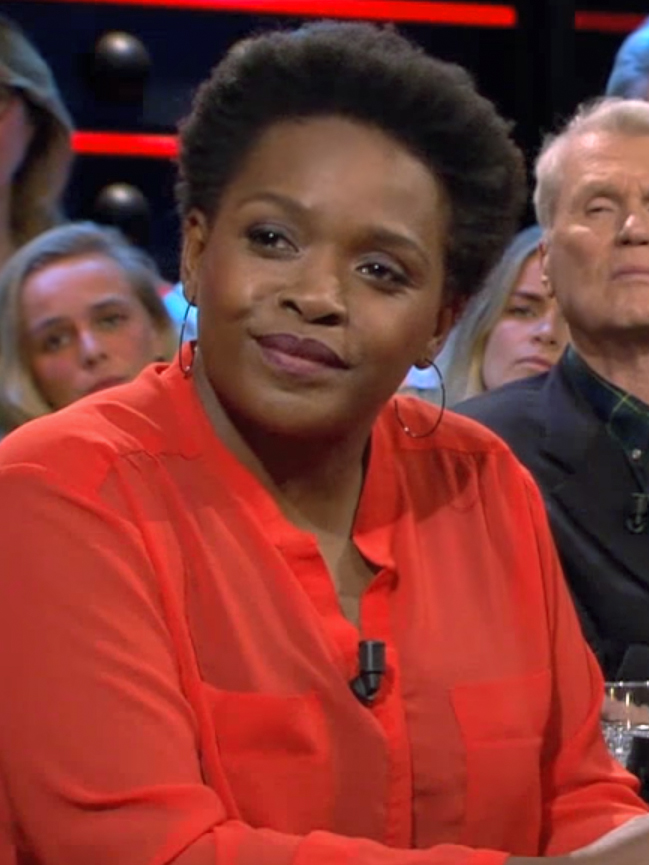
Simone Weimans,
geboren op 23 november

- 3 - Unai Emery, Spaans voetballer en voetbaltrainer
- 3 - Eva Posthuma de Boer, Nederlands schrijfster en columniste
- 3 - Edda Schnittgard, Duits zangeres, cabaretière en schrijfster
- 3 - Steffen Wesemann, Zwitsers wielrenner
- 3 - Dwight Yorke, voetballer uit Trinidad en Tobago
- 6 - Laura Flessel-Colovic, Frans schermster
- 6 - Joey Beltram, Amerikaans technoproducer
- 10 - Raymond Knops, Nederlands politicus
- 10 - Kate Slatter, Australisch roeier
- 12 - Mitja Kunc, Sloveens alpineskiër
- 12 - Gert Thys, Zuid-Afrikaans atleet
- 13 - Erwin Ramírez, Ecuadoraans voetballer
- 13 - Sandra Schuurhof, Nederlands televisiejournaliste
- 14 - Alex Comas, Colombiaans voetballer
- 15 - Martin Pieckenhagen, Duits voetbaldoelman
- 15 - Harry Merry, Nederlands singer-songwriter
- 16 - Mustapha Hadji, Marokkaans voetballer
- 16 - Alexander Popov, Russisch zwemmer
- 17 - Michael Adams, Engels schaker
- 18 - Danny Heister, Nederlands tafeltennisser
- 18 - Bobby Julich, Amerikaans wielrenner
- 18 - Steve Rapp, Amerikaans motorcoureur
- 19 - Tracey Elizabeth McSween, Brits dancezangeres beter bekend als Shèna
- 22 - Stefan Johannesson, Zweeds voetbalscheidsrechter
- 22 - Shefali Razdan Duggal, Amerikaans diplomate
- 23 - Vin Baker, Amerikaans basketballer
- 23 - Alex Roy, Amerikaans zakenman en rallyrijder
- 23 - Simone Weimans, Nederlands nieuwslezeres
- 25 - Christina Applegate, Amerikaans actrice
- 25 - Dominic Cummings, Brits politiek strateeg
- 25 - Hilde Gijsbrechts, Vlaams actrice
- 26 - Douglas Ryder, Zuid-Afrikaans wielrenner
- 27 - Troy Corser, Australisch motorcoureur
- 27 - Ritchie Davies, Welsh darter
- 27 - Albert Demtsjenko, Russisch rodelaar
- 27 - Ahmed El Aouad, Frans-Marokkaans voetballer
- 28 - Dain Blanton, Amerikaans beachvolleyballer
- 28 - Akaki Devadze, Georgisch voetballer
- 28 - Philip Osondu, Nigeriaans voetballer (overleden 2019)
- 29 - Vivian Slingerland, Nederlands televisiepresentatrice
- 30 - Gerard van Velde, Nederlands schaatser

### december

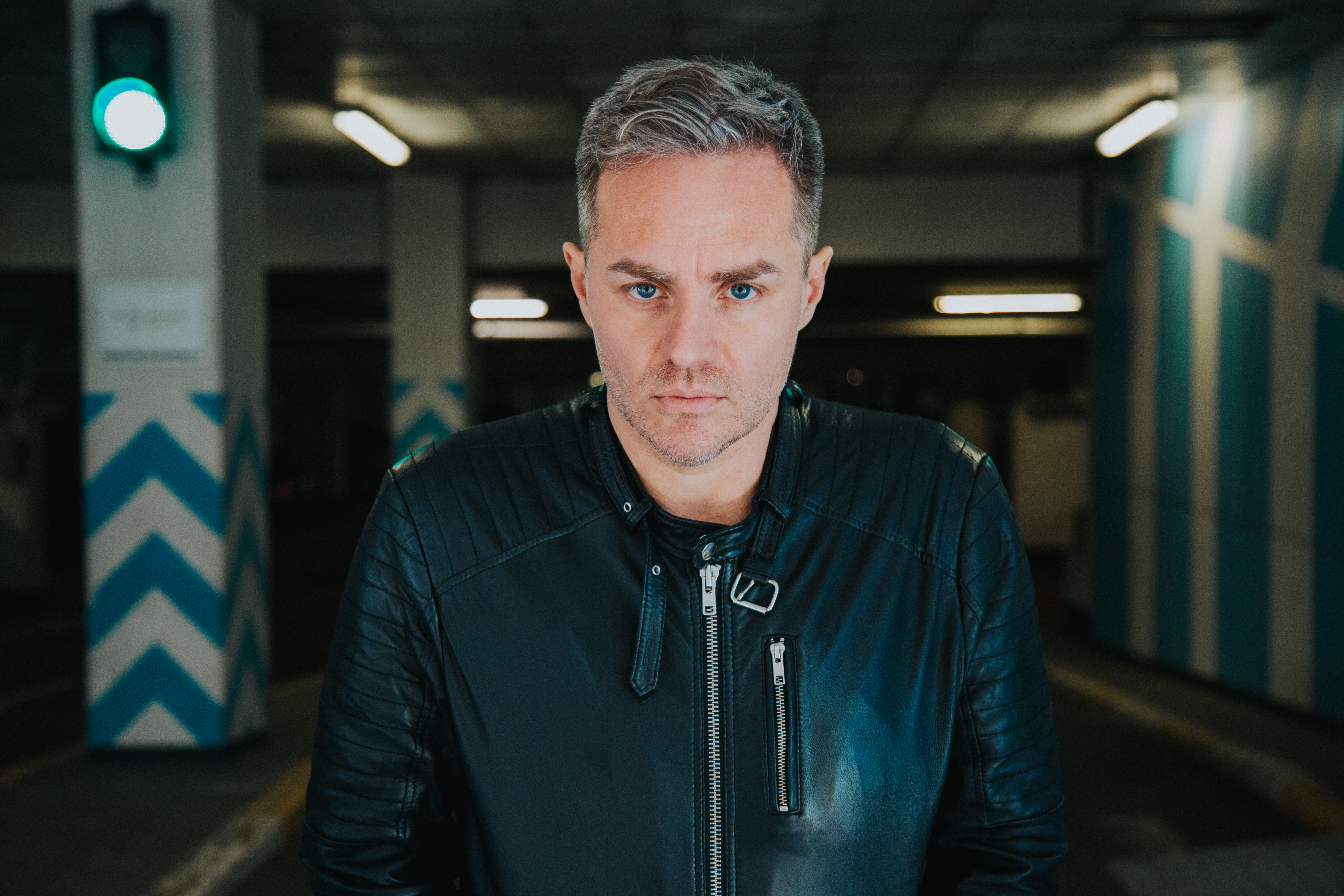
Peter Van de Veire,
geboren op 1 december

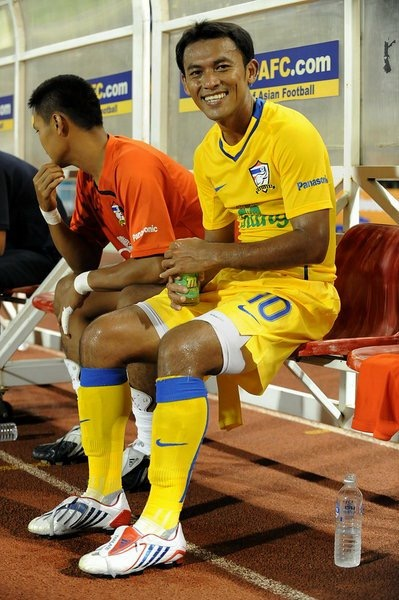
Tawan Sripan,
geboren op 13 december

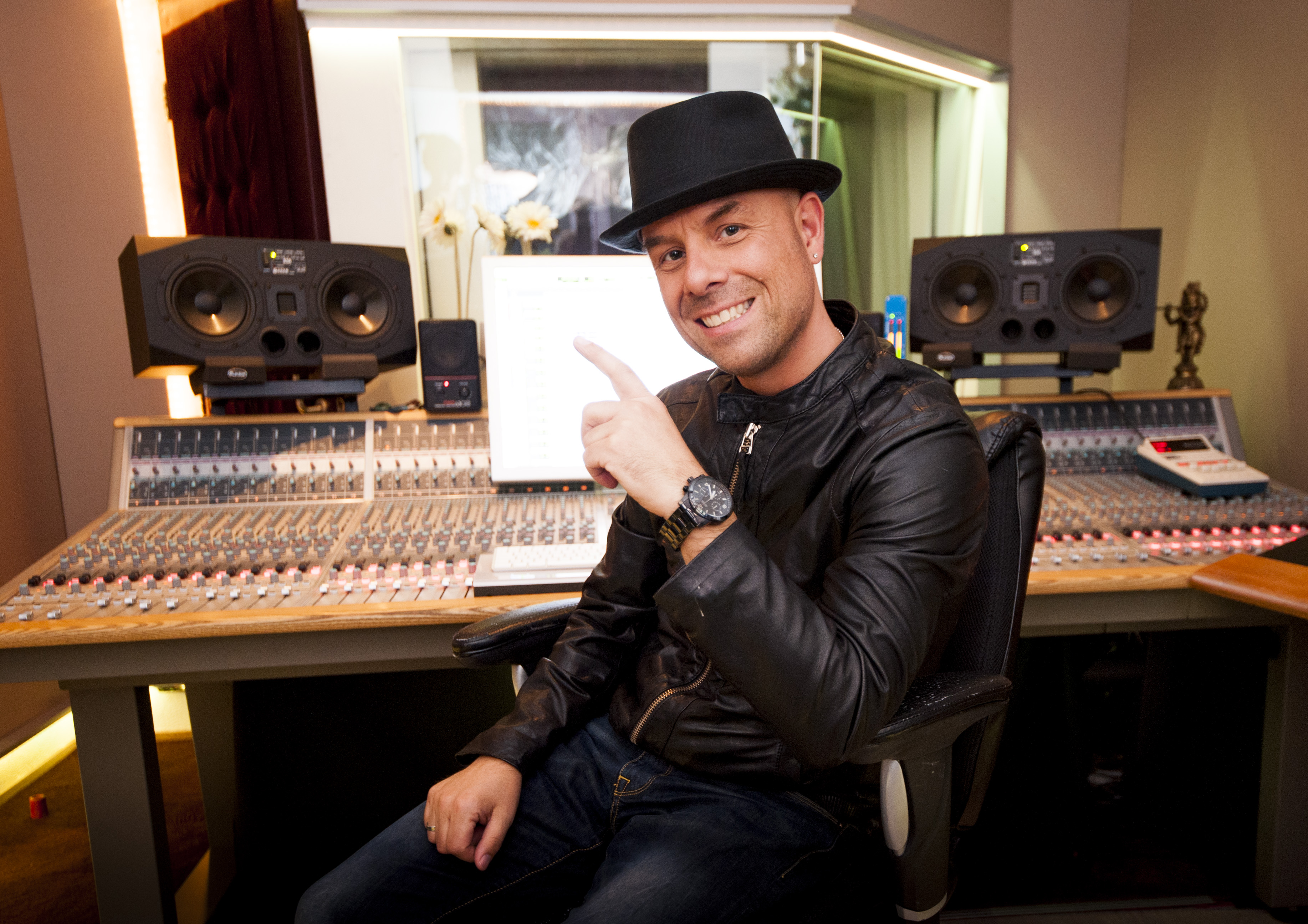
Tjeerd Oosterhuis,
geboren op 25 december

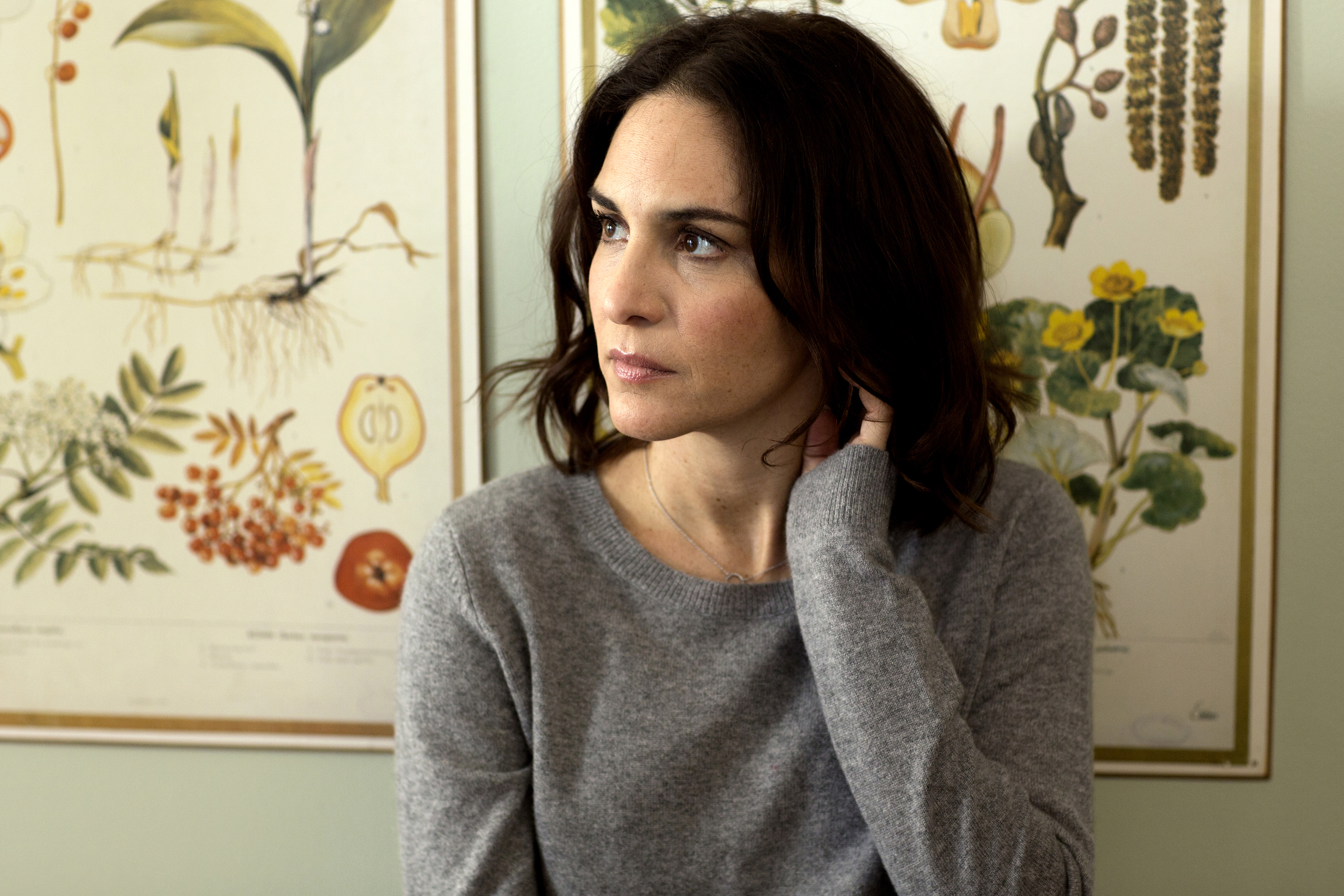
Alexandra Rapaport,
geboren op 26 december

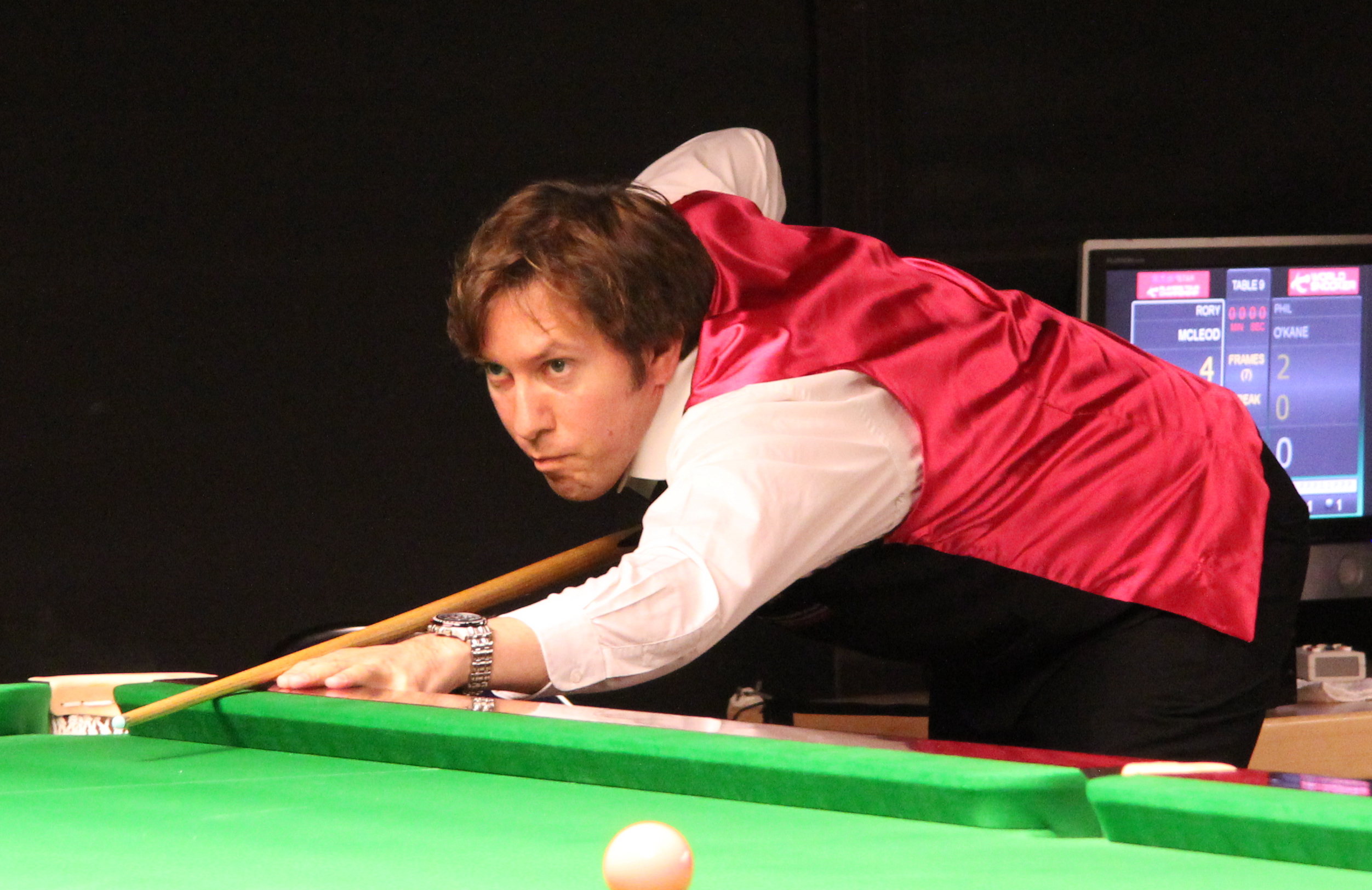
Dominic Dale,
geboren op 29 december

- 1 - Peter Van de Veire, Belgisch radio-dj en televisiepresentator
- 2 - Julio César Baldivieso, Boliviaans voetballer
- 2 - Zoerab Ionanidze, Georgisch voetballer
- 2 - Francesco Toldo, Italiaans voetballer
- 3 - Henk Timmer, Nederlands voetballer
- 4 - Joseph Kabila, Congolees president
- 4 - Gábor Wéber, Hongaars autocoureur
- 6 - Richard Krajicek, Nederlands tennisser
- 6 - Carole Thate, Nederlands hockeyster
- 7 - Spira Grujić, Servisch voetballer
- 7 - Christian Kellner, Duits motorcoureur
- 8 - Célio Alves Dias, Macaus autocoureur
- 9 - Víctor Aristizábal, Colombiaans voetballer
- 9 - Wim Bax, Nederlands acteur
- 11 - Vladislav Zvara, Slowaaks voetballer
- 12 - Sammy Korir, Keniaans atleet
- 12 - Simon Lessing, Brits triatleet
- 12 - Gaby van Nimwegen, Nederlands televisiepresentatrice
- 13 - Vaughan Coveny, Nieuw-Zeelands voetballer
- 13 - Tawan Sripan, Thais voetballer
- 14 - Jun Limpot, Filipijns basketballer
- 15 - Tony Bracke, Belgisch wielrenner
- 15 - Nataliya Golofastova, Russisch-Nederlands theatermaker
- 15 - Arne Quinze, Belgisch kunstenaar en ontwerper
- 15 - Eduardo Rodríguez, Argentijns volleyballer
- 17 - Claire Forlani, Engels actrice
- 17 - Kasper van Kooten, Nederlands acteur en muzikant
- 17 - Nikki McCray, Amerikaans basketbalspeelster (overleden 2023)
- 18 - Lucy Deakins, Amerikaans actrice en advocate
- 18 - René Hake, Nederlands voetbaltrainer
- 18 - Arantxa Sánchez Vicario, Spaans tennisster
- 19 - Robine van der Meer, Nederlands fotomodel en actrice
- 19 - Karen Pickering, Brits zwemster
- 22 - Khalid Khannouchi, Marokkaans-Amerikaans atleet
- 22 - Marcos Milinkovic, Argentijns volleyballer
- 22 - Jonny Rödlund, Zweeds voetballer
- 23 - Corey Haim, Canadees acteur (overleden 2010)
- 23 - Wim Vansevenant, Belgisch wielrenner
- 23 - Stephen Westmaas (Wesje), Surinaams cabaretier, muzikant en presentator (overleden 2011)
- 24 - Tommi Kautonen, Fins voetballer en voetbalcoach
- 24 - Ricky Martin, Puerto Ricaans zanger
- 25 - Simone Angel, Nederlands televisiepresentatrice en zangeres
- 25 - Dido, Brits zangeres
- 25 - Besnik Hasi, Albanees voetballer
- 25 - Tjeerd Oosterhuis, Nederlands componist en producer
- 25 - Alain Rohr, Zwitsers atleet
- 26 - Jared Leto, Amerikaans acteur
- 26 - Alexandra Rapaport, Zweeds actrice
- 27 - Oscar Pozzi, Italiaans wielrenner
- 27 - Sabine Spitz, Duits mountainbikester
- 27 - Falko Zandstra, Nederlands schaatser
- 28 - Diego Abal, Argentijns voetbalscheidsrechter
- 28 - Sergi Barjuán, Spaans voetballer
- 28 - Anita Doth, Nederlands zangeres (onder andere 2 Unlimited)
- 28 - Jan Derek Sørensen, Noors voetballer
- 29 - Niclas Alexandersson, Zweeds voetballer
- 29 - Frank Amankwah, Ghanees voetballer
- 29 - Jeroen Blijlevens, Nederlands wielrenner
- 29 - Dominic Dale, Welsh snookerspeler
- 30 - Mauro Bergonzi, Italiaans voetbalscheidsrechter
- 30 - Peter Buwalda, Nederlands schrijver en journalist
- 30 - Joris Luyendijk, Nederlands journalist, schrijver en antropoloog
- 30 - Juan Carlos Henao, Colombiaans voetballer
- 30 - Paras, kroonprins van Nepal
- 30 - Daniel Sunjata, Amerikaans acteur
- 31 - Søren Pape Poulsen, Deens politicus (overleden 2024)
- 31 - Anderson Vilien, Haïtiaans atleet

### datum onbekend
- Hans van Daalen, Nederlands politicus (CU)
- Lisa Gardner, Amerikaans (thriller)schrijfster
- Babs Gons, Nederlands schrijfster, columniste en performer
- Sanneke van Hassel, Nederlands schrijfster
- Ma Ke, Chinees modeontwerpster
- Ad Knippels, Nederlands acteur
- Peter Kremeier (= LoSoul), Duits danceproducer
- Marcia Luyten, Nederlands journaliste en tv-presentatrice
- Calogero Palermo, Italiaans klarinettist
- Irma Sluis, Nederlands gebarentolk
- Eddy Veerman, Nederlands sportjournalist en non-fictieschrijver
- Jeroen Verheij, Nederlands danceproducer
- Ivo Victoria (Hans Van Rompaey), Vlaams schrijver
- Kirsten Zickfeld, Duits klimaatwetenschapster

## Weerextremen in België
- 5 maart: Minimumtemperatuur:-19,6 °C in Rochefort.
- 6 maart: 10 cm sneeuw in Ukkel.
- 7 maart: Minimumtemperatuur tot −11,4 °C in Virton en −15,2 °C in Leopoldsburg…
- 8 maart: Na vijf dagen met minima onder −5 °C aan de kust is het kanaal van Veurne toegevroren.
- 26 maart: Hevig onweer veroorzaakt veel schade in de streek van Mechelen.
- 31 maart: In maart heeft het 13 dagen gevroren in Ukkel.
- 18 april: De droogte, die sedert begin maart aanhoudt, veroorzaakt bosbranden in Limburg.
- 22 mei: Hagelbui die 20 minuten duurt en die op sommige plaatsen een laag ijs van 30 tot 50 cm dik achterlaat in de streek van Tongeren.
- 27 mei: Na hagelbui ligt er een laag hagelstenen van 30 cm dik in Itterbeek (Dilbeek).
- 4 juni: Neerslaghoeveelheden tot 71 mm in Geraardsbergen.
- 17 juli: Het minimum daalt nog tot 1,6 °C in Rochefort.
- 26 augustus: Modderstroom die een honderdtal huizen binnendringt in de vallei van de Geer. In Visé valt er 74 mm neerslag op één dag.
- 16 september: Minimumtemperatuur in Kleine-Brogel (Peer): −3,2 °C; minimum blijft ook de volgende twee dagen negatief.
- oktober: Oktober met hoogste luchtdruk: 1025,2 hPa (normaal 1015,3 hPa).
- 12 november: Strenge vorst in de vallei van de Lesse: minimumtemperatuur tot −10,1 °C in Rochefort.
- 20 november: In Botrange (Waimes) zakt de temperatuur tot −13,8 °C.

Bron: KMI Gegevens Ukkel 1901-2003  met aanvullingen 